# Намет

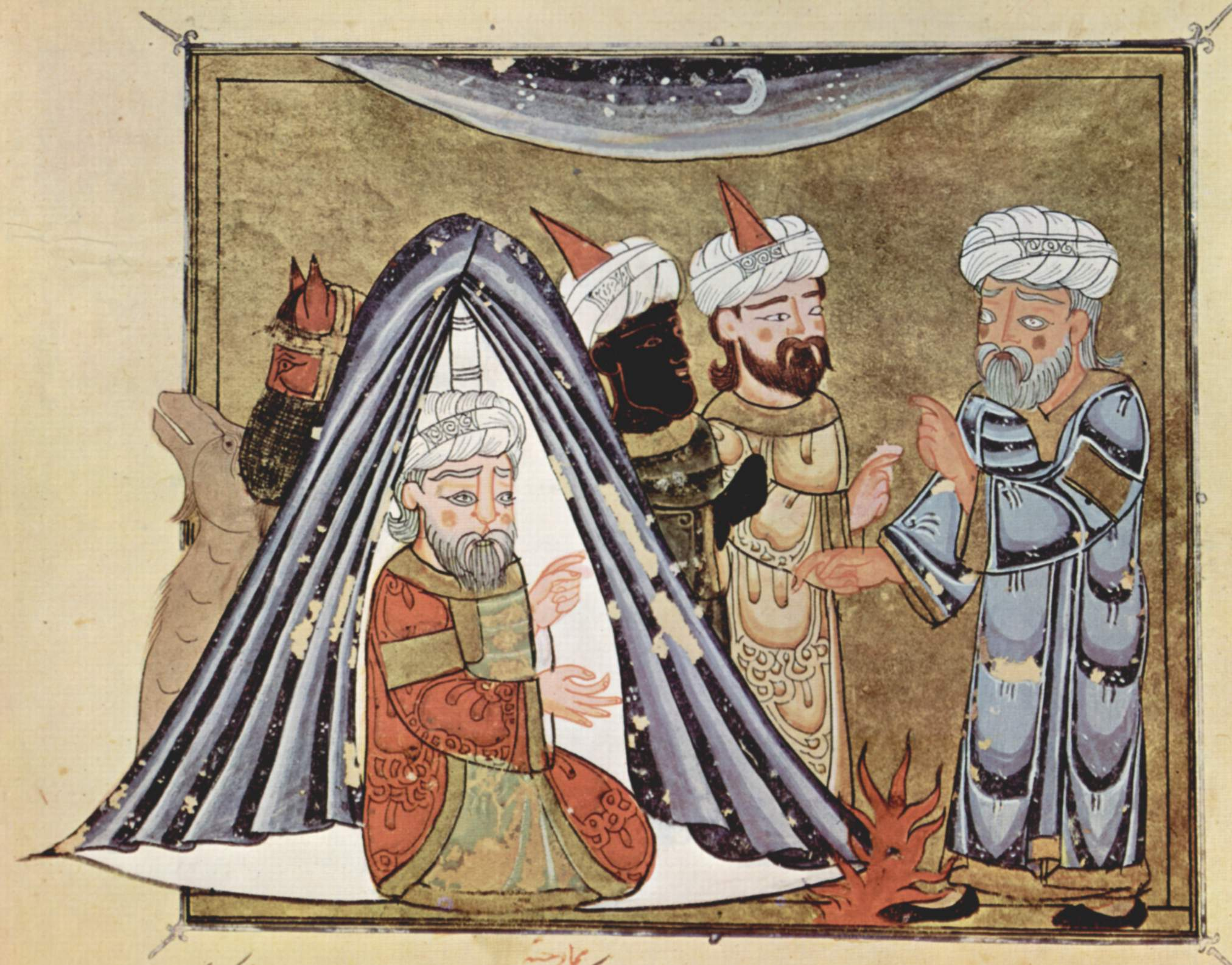
Зображення арабського намету в арабському живописі 1335 року

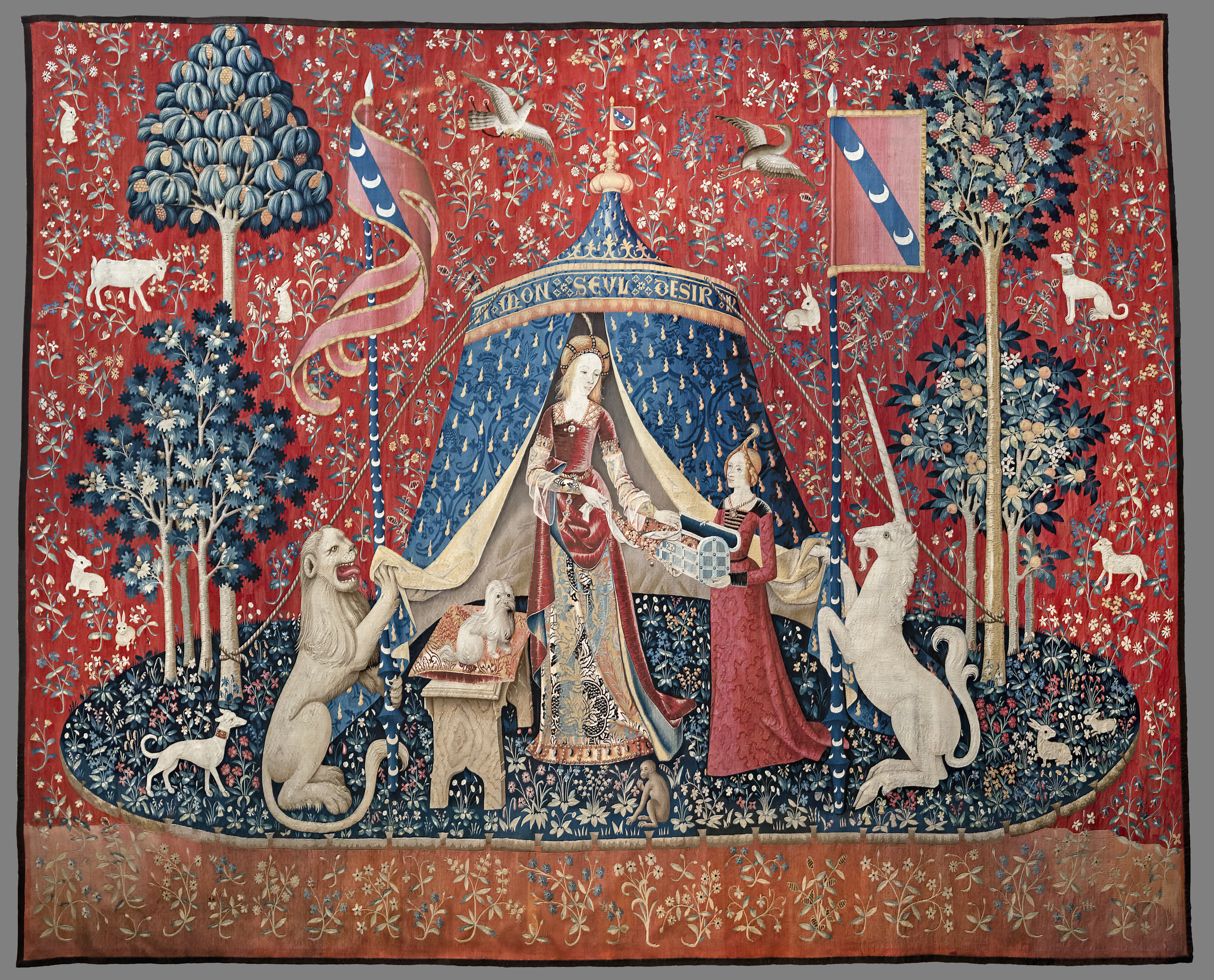
Дама та єдиноріг із наметом на задньому плані, між 1484 та 1500 роками

Наме́т — тимчасове приміщення із тканини, шкіри, рідше з гілля, що напинається на каркас; шатро; навіс, що утворюється переплетінням гілля і листя дерев. Це один із перших видів житла побудованого людиною, яке служило мобільним притулком і середовищем існування. Намети спочатку використовували кочові народи, їх використання поширювалося мобільними збройними силами, а сучасні намети в основному використовуються для розважальних подорожей, на додаток до комерційного використання як намет для фестивалів, цирків, торгові намети на риках і ін. Найчастіше, намет є тимчасовим і знімним укриттям, що складається з жорсткого каркасу, покритого брезентом або синтетичними матеріалами.

## Види
Категоризація наметів може виконуватись за різними критеріями спорідненості: за їх призначенням, їх інструментуванням, соціальним контекстом, у якому він створений, вагою і ін. 
За вагою намети поділяються на легкі, за формою (купольні, тунельні і тд),  дво- чи одноконькові і тд.
За призначенням: туристичний намет, торговий намет (використовується як переносні торгові стенди), військовий намет (використовується, наприклад, на полігонах), плащ-палатка (довга і простора військова накидка , що закриває всю фігуру з рюкзаком і особистою зброєю; дві скріплені разом палиці утворюють конусоподібну оболонку намету), банкетний намет (зустрічається на вуличних вечірках), намет цирку-шапіто.
Як свого роду переносне укриття, для використання одним (одномісний) або кількома людьми: намет туристичний (переносний) (використовується для кемпінгу, туристичних таборів); трекінговий намет (використовується для походів на далекі відстані); експедиційний намет (використовується в найскладніших умовах, як правило, оснащений сніговим коміром/рукавом/капюшоном, щоб запобігти потраплянню снігу під полотно) і тд.
Намети використовуються в туризмі та військових цілях для укриття та ночівлі в полі, для захисту обладнання від погодних умов, для тимчасових комерційних та виставкових укриттів, як тимчасові склади та навіть виробничі приміщення.

## Намети як дім
Намет є найдавнішим типом людського житла. В народній поезії багатьох народів небо пов'язувалось з уявленням про «Боже житло» чи «палац Божий», а в давніших часах цьому уявленню відповідає саме намет як давніший рід людського житла, що нагадує своєю формою небесне склепіння.
| | \| Над усією землею простилається небо, як намет, що приладовується до неї чотирма кінцями, у кожного з котрих сидить один карлик. \| |
| — образ у скандинавів | |
| Над усією землею простилається небо, як намет, що приладовується до неї чотирма кінцями, у кожного з котрих сидить один карлик. | |

В поезії первісних народів, в одній гіляцькій казці оповідається, як один гіляк, вилізши мотузкою на небо, побачив, що небо це — великий намет.
У фінській «Калевалі» оповідається про "шість наметів звіздних".
Одним із колишніх улюблених українських мотивів обрядового величання був образ «молодця», що сидить в наметі чи в золотій хаті, на золотім кріслі:
| | \| Ой вгорі, ой вгорі, в шовковій траві, Ой, дай Боже! Стоїть мі, стоїть шовковий намет, А в тім наметі золотий стільчик, На тім стільчику можний панонько, Трьома яблучки підкидаючи, Двома орішки та цитаючи. Вицитав[прим. 1] коня, та з під короля. А в того коня золота грива, Золота грива, срібні копита, Срібні копита, шовковий хвостик. Золота грива коника вкрила. Срібні копита кремінь лупають. Кремінь лупають, церкву мурують. Мурують же із трьома верхами, З трьома верхами, з двома віконці: В одно віконце всходить сонце, В друге віконце заходить сонце, А в райські двері сам Господь входить.. \| |
| — коляда | |
| Ой вгорі, ой вгорі, в шовковій траві, Ой, дай Боже! Стоїть мі, стоїть шовковий намет, А в тім наметі золотий стільчик, На тім стільчику можний панонько, Трьома яблучки підкидаючи, Двома орішки та цитаючи. Вицитав коня, та з під короля. А в того коня золота грива, Золота грива, срібні копита, Срібні копита, шовковий хвостик. Золота грива коника вкрила. Срібні копита кремінь лупають. Кремінь лупають, церкву мурують. Мурують же із трьома верхами, З трьома верхами, з двома віконці: В одно віконце всходить сонце, В друге віконце заходить сонце, А в райські двері сам Господь входить.. | |

Намети є найважливішим притулком для багатьох кочових народів, і вони часто згадуються в Біблії. Патріархи Авраам, Ісак і Яків жили в наметах, а племінник Авраама Лот вже жив у будинку. Під час подорожі до землі обітованої ізраїльтяни жили в наметах, а апостол Павло був майстром наметів. Ймовірно, ці намети складалися з важких шкур тварин і колод, забитих у землю.
Слово veža «вежа» (< vež-ja), яке нині позначає один із видів будівель, первісно називало віз з прилаштованим на ньому наметом або інше рухоме житло у формі намету чи юрти.
Намети відрізняються культурою і формами:
- Індіанський намет — включаючи тіпі та вігвам, використовуваний корінними американцями в Північній Америці.
- Юрта — використовувалася монголами в Азії.
- Кота (lavvu і goahti) — використовуються саамами в Лапландії, північній Скандинавії.
- Яранга — назва переносного житла народів Північно-Східного Сибіру.
- Чум — назва переносного житла (і його форми) у деяких народів Півночі Росії.
- Шатро — тимчасова легка споруда, збудована зазвичай в формі конуса, з тканини, шкір або гілок, котра з давніх часів використовується східними кочовими народами; слово запозичене з тюркських мов.

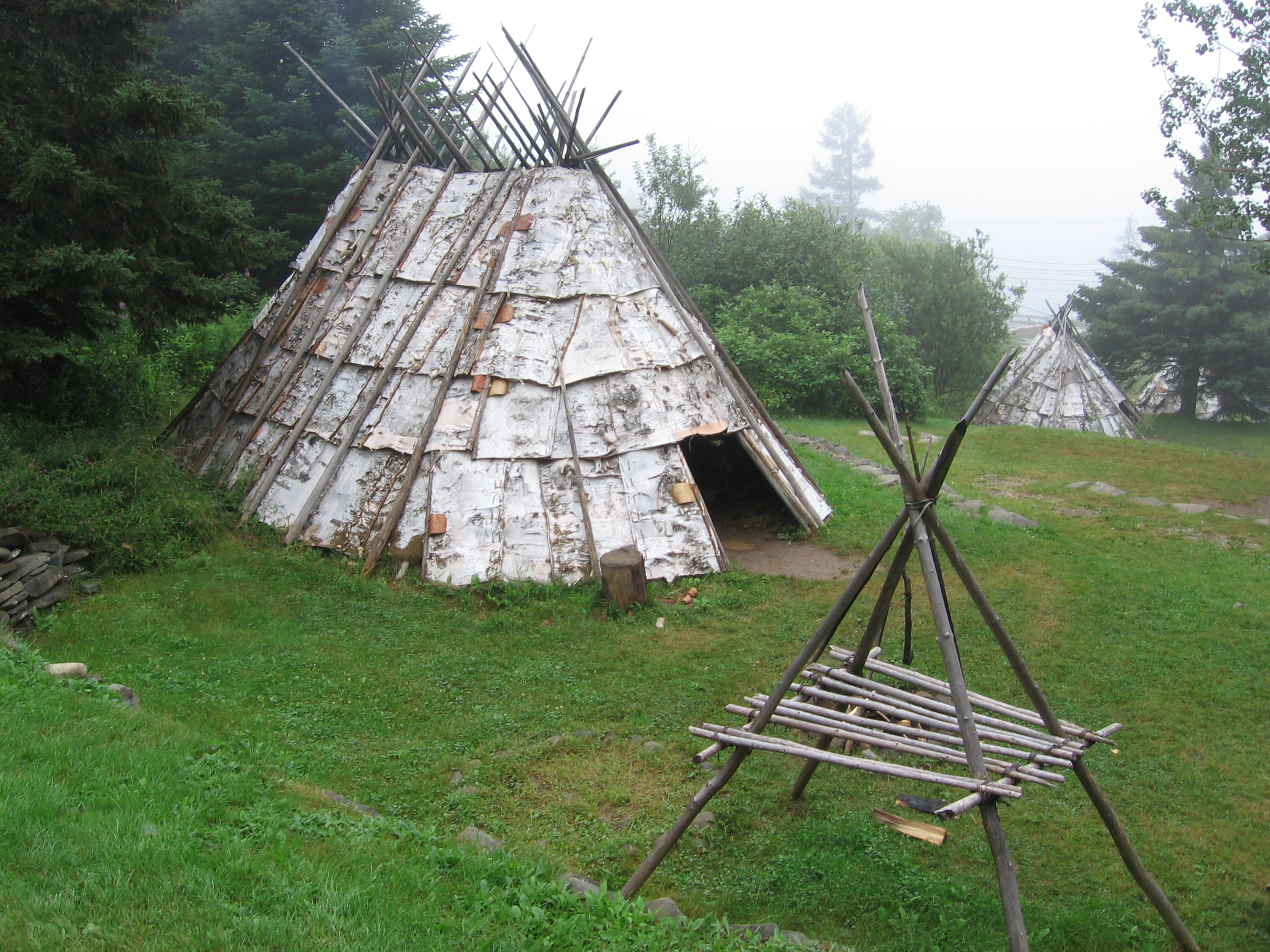
Вігвам в Північній Америці
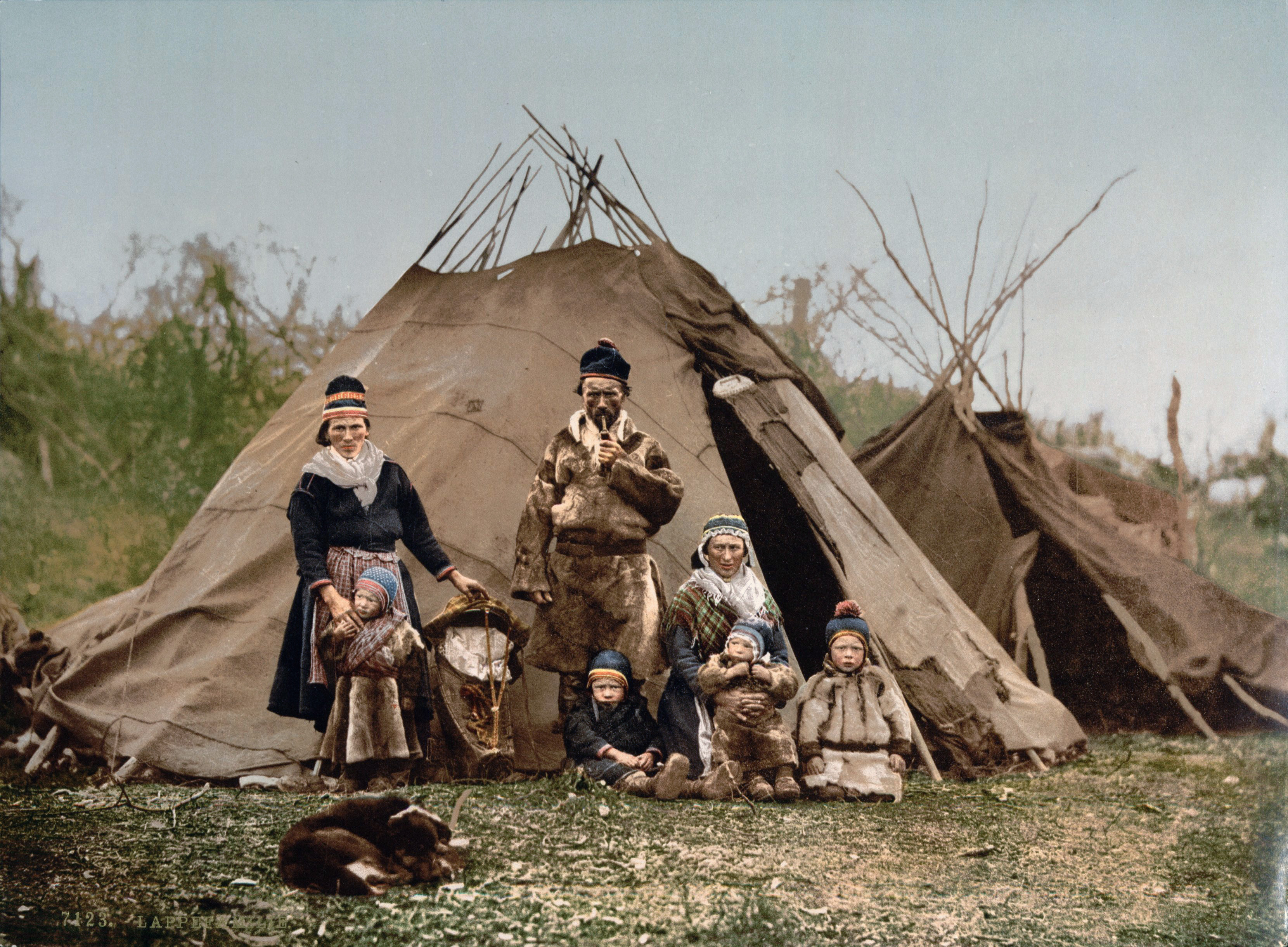
Саамська сім'я у Норвегії близько 1900 року
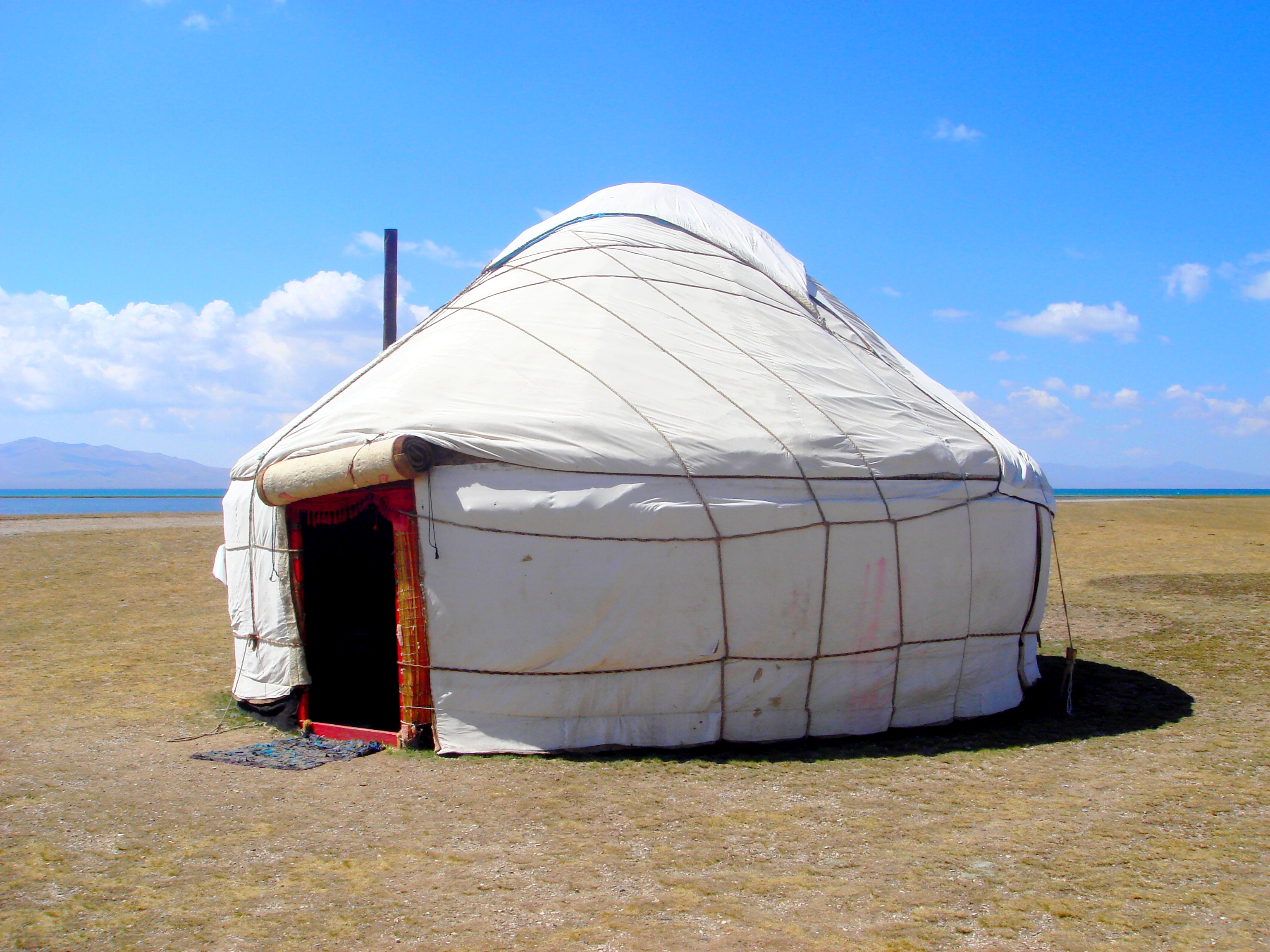
Юрта в Киргизстані
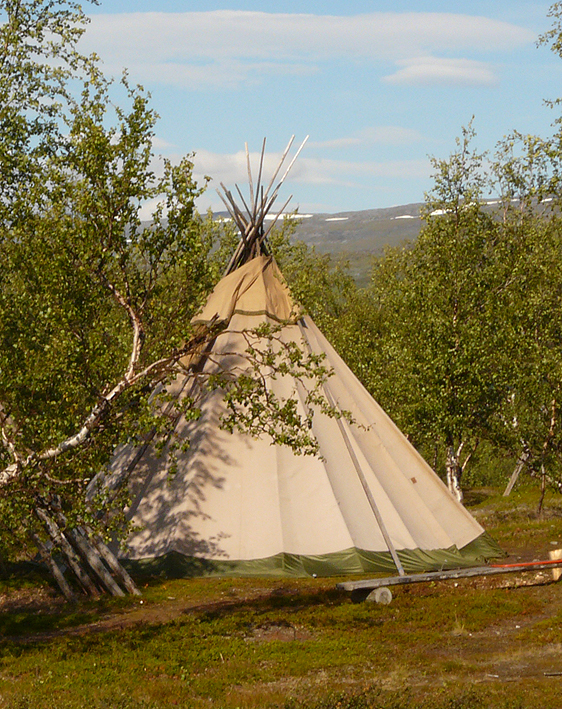
lavvu в Швеції
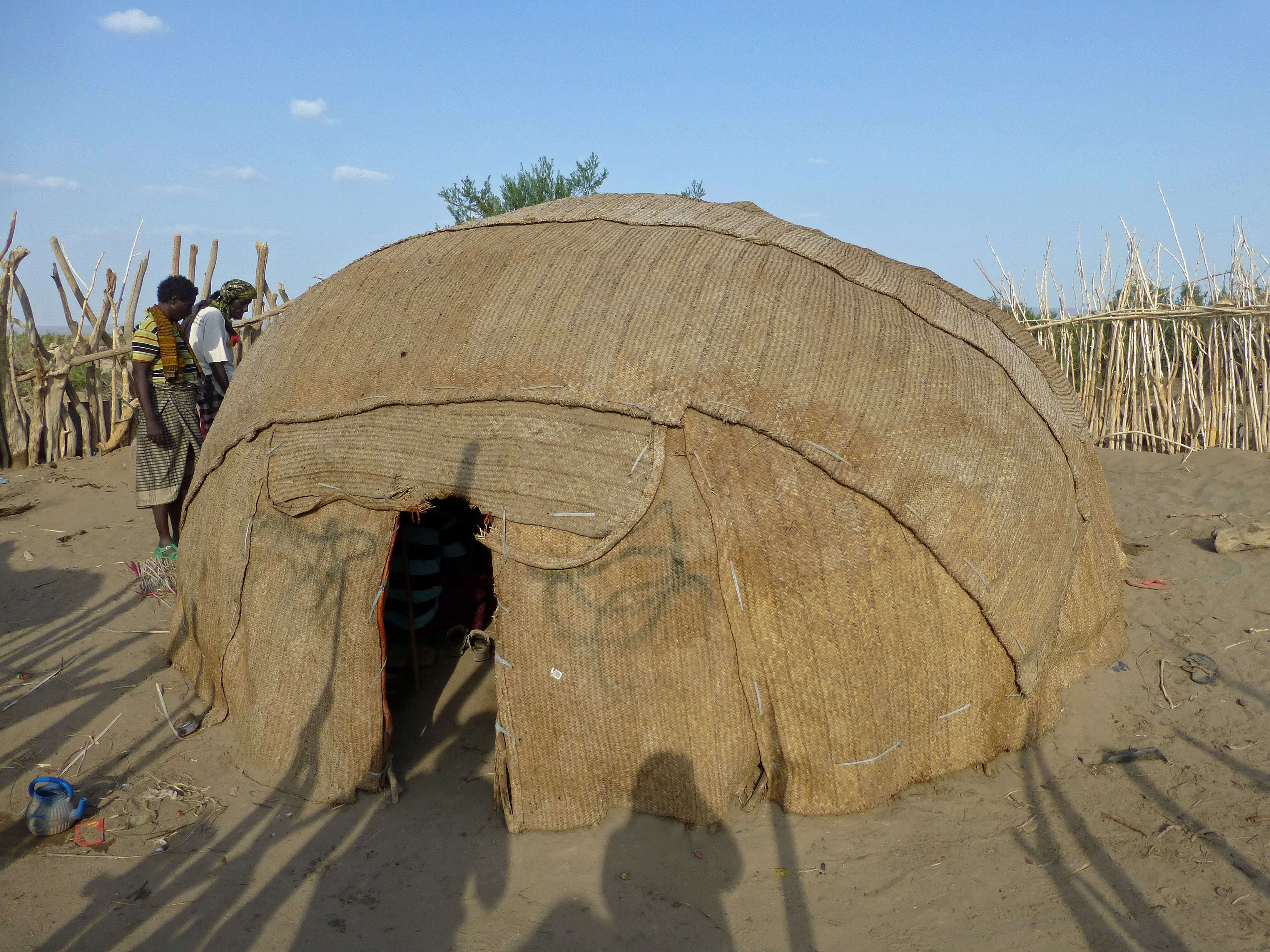
Дабойта — місце проживання афарів у Джибуті, Еритреї та Ефіопії
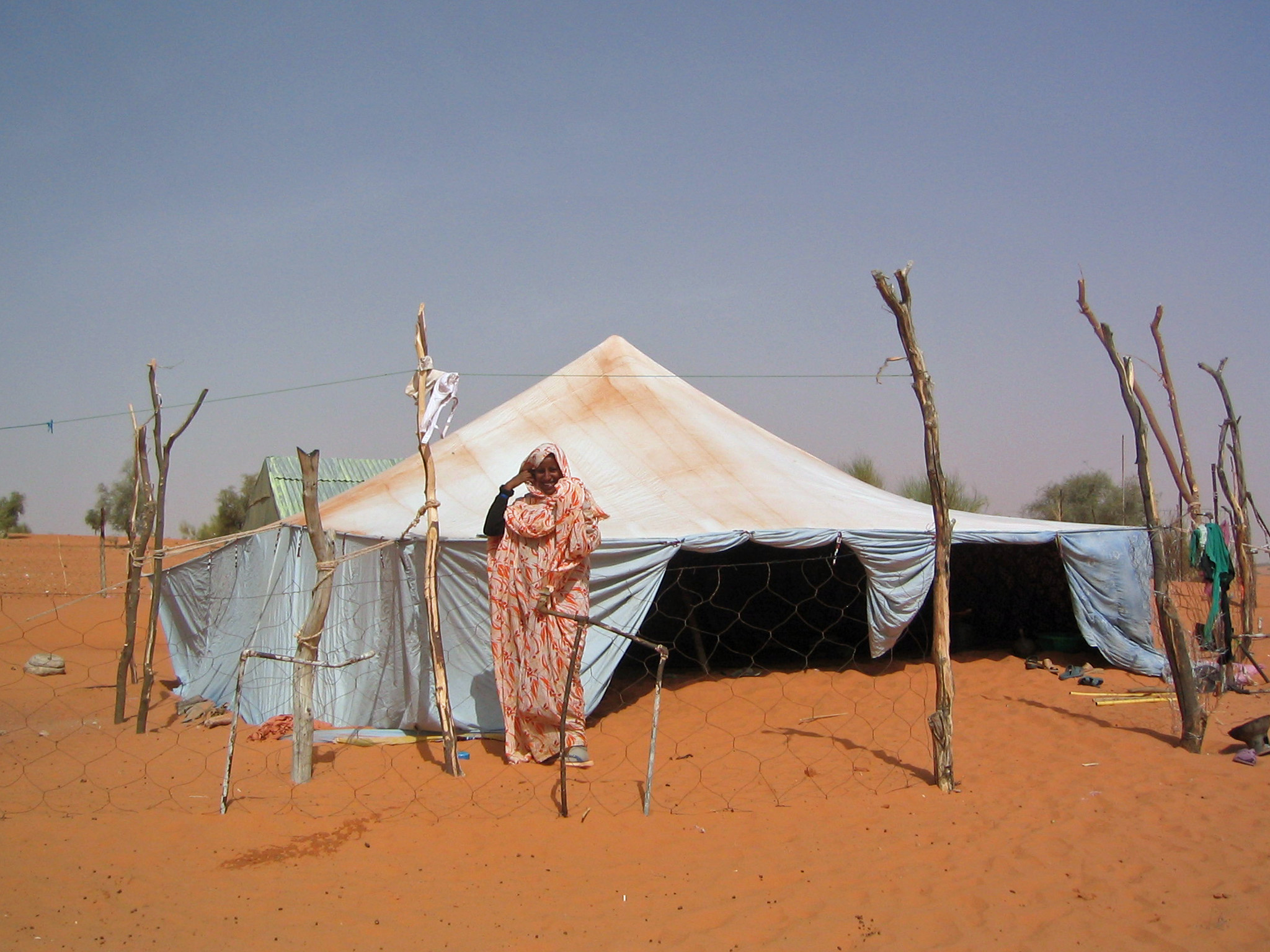
Кочова жінка біля сімейного намету в Мавританії. (Фото: Ji-Elle)

Залежно від розташування на земній кулі та доступу до матеріалів, намети були покриті шкурами тварин, цинковкою або повстю. Несучу конструкцію робили з дерева. Найбільш поширеною формою була конічна (кругла піраміда), часто з отвором у верхній частині для випуску диму з камінів для приготування їжі та від опалення.
У країнах, де клімат дозволяв вирощувати зернові культури та худобу, від намету поступово відмовилися на користь більш міцних конструкцій, заснованих на глині, кам'яній цеглі або дереві, місцевих і поширених матеріалах. Ці притулки втратили ту мобільність, яка відповідала потребам доземлеробських цивілізацій. З іншого боку, в пустельних середовищах, де постійне поселення неможливе, населення зберегло свою географічну мобільність. Відтоді людство розділилося на кочівників, наметників і осілих людей.
Коли на зміну наметам прийшли дедалі витонченіші, складніші конструкції, щоб захистити себе від холоду та негоди, — це дало початок архітектурі.
Намети продовжували використовувати лише збройні сили. Цьому рудиментарному типу розміщення відповідали сільськість воїнів, строгість їхнього побуту. Крім того, оперативна специфіка військ передбачала підтримку мобільності, яка не досягалась постійними спорудами, які за визначенням не були транспортними. Намет ідеально відповідав цим вимогам і продовжує задовольняти ці потреби армій у бою й тепер.

## Популярні сучасні намети. Дизайн
Сьогодні можна придбати намети в багатьох варіантах і з різних типів тканини. Намети постачаються для будь-яких цілей, можуть бути адаптованими до холодного клімату. До так званих альтернативних наметів належать ті, що встановлюються «автоматично» або з невеликою допомогою, і намети-гамаки (щоб спати на деревах для комфорту чи щоб захиститися від хижаків). Багато людей вважають ці типи наметів новими та інноваційними, хоча люди використовували різні форми наметів-гамаків з давніх часів. Намети можуть бути встановлені на даху більшості автомобілів і зазвичай прикручуються до рейлінгів. До таких наметів піднімаються по драбині. У сучасному суспільстві намет важливий для відпочинку або туризму.

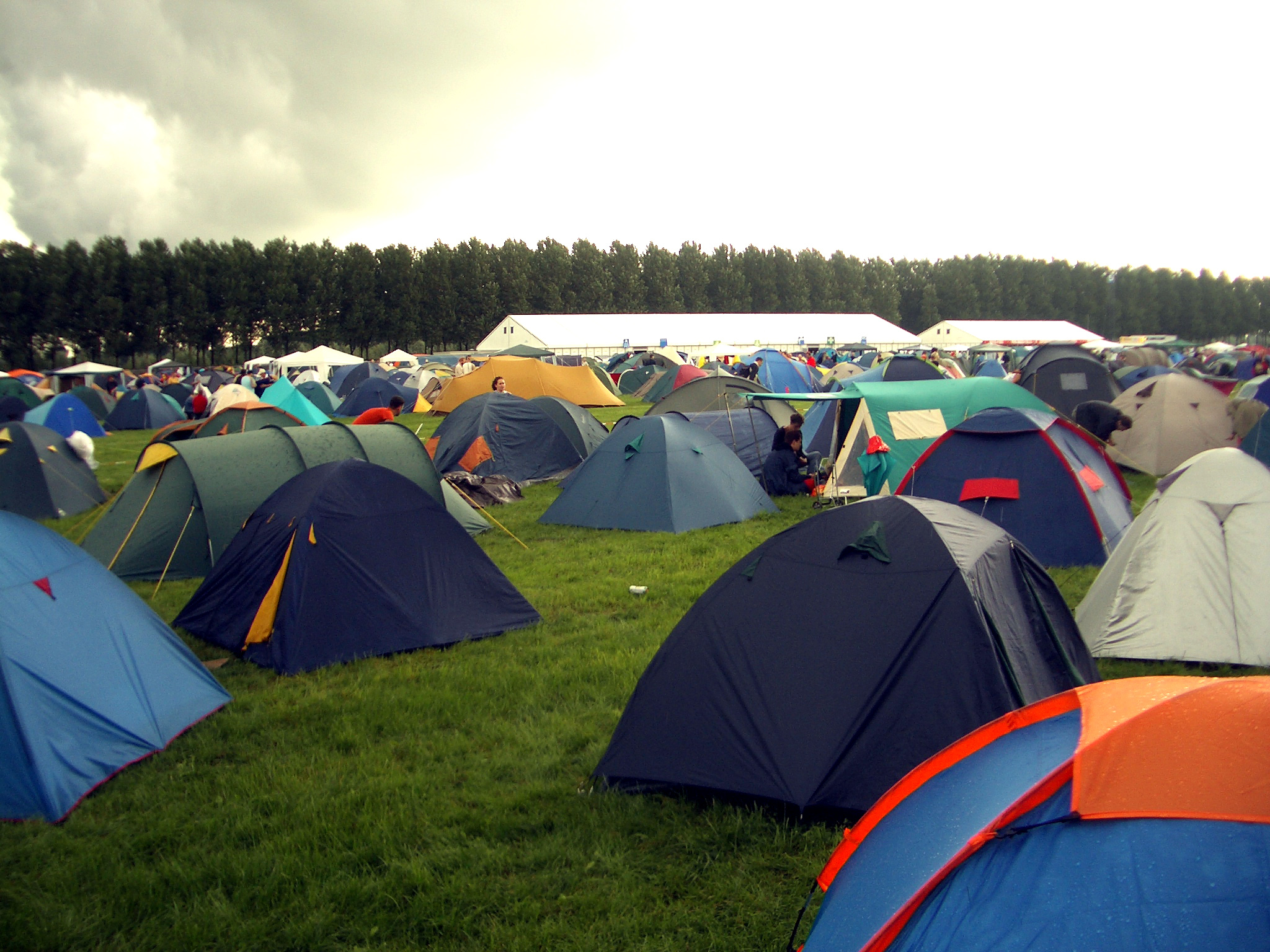
Наметове містечко на території музичного фестивалю Лоулендс

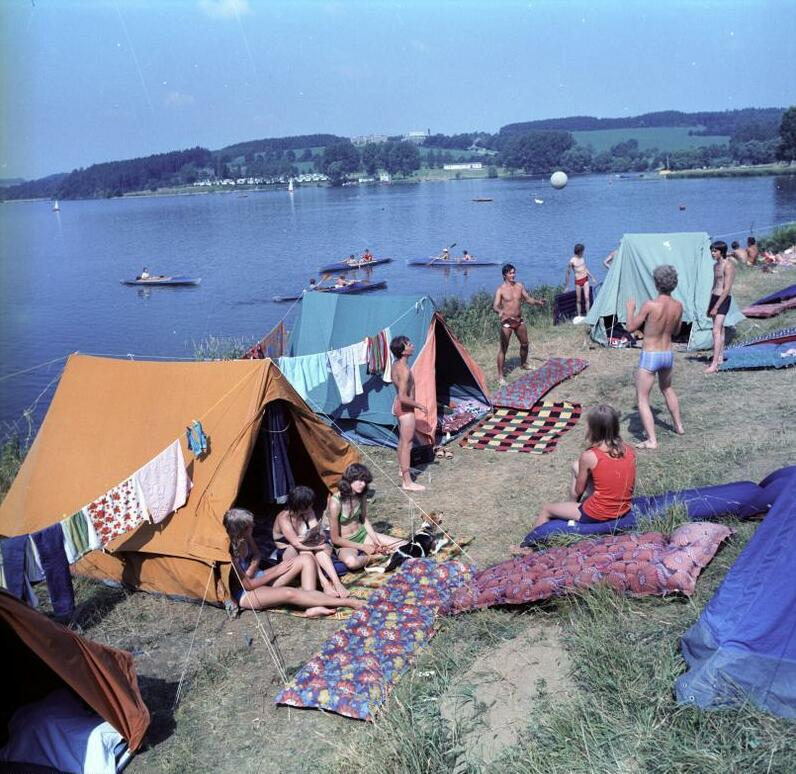
Одноконьковий намет. Фогтланд, відпочинковий табір молоді, 1982 рік

Сучасні намети мають тканинно-каркасну конструкцію, призначену для тимчасового захисту від негоди. Вони призначені для ночівлі, часто мають два шари наметового полотна: зовнішній намет для захисту від дощу і вітру і внутрішній намет для захисту від протягів і комах.
Дизайн наметової тканини різниться в залежності від стійкості до дощу, міцності, ціни, ваги та іншого. Біля входу в намет часто є зона, покрита лише зовнішнім наметом, тент, також званий апсидою, де туристи та туристи можуть розмістити свій рюкзак, а також приготувати їжу. Намети створені до 1940 року, складалися з окремої підлоги та одного даху. Недоліком цих наметів було те, що на полотні швидко утворювався конденсат, оскільки полотно не дихало і не було достатньої вентиляції. Сучасний намет має подвійний дах, зовнішній намет і внутрішній намет, де підлогове покриття утворює одне ціле з внутрішнім наметом. Намети, які зараз використовуються, виготовлені з бавовни або пластику, наприклад поліестеру, нейлону, ріпстопу, полівінілового спирту, акрилу або полікотону, суміші поліестеру та бавовни. Переваги бавовни порівняно з пластиком полягають у тому, що вона дихає, часто менш горюча і відносно мало страждає від УФ-променів сонця. Недоліками є те, що матеріал відносно важкий і залишається вологим під час дощу. Таким чином, бавовна більше підходить для відпустки, коли люди прибувають до місця призначення на автомобілях і залишаються там надовго, а пластикові намети більш популярні для походів, коли походи здійснюються пішки, на велосипеді або на каное.
Полотно намету зазвичай піднімають за допомогою жердин, кріплять до землі наметовими кілками і додатково натягують за допомогою наметових мотузок між полотном намету та наметовим кілком. Для натягування намету використовуються розтяжки. Додаткові розтягувальні мотузки, які застосовуються, щоб зробити намет стійким до сильного вітру, називаються штормовими мотузками. Нижня частина внутрішнього намету називається простирадлом. Тепер воно також виготовляється із пластику.
Стовпи намету можуть стояти вертикально, як у конькових наметах, або можуть бути зігнуті півколом і під натягом в таких типах наметів, як тунельні і купольні намети. Існують також намети-бунгало, які стоять на прямокутному каркасі з палиць. Перевага тунельних і купольних наметах полягає в тому, що всередині намету немає перегородки-палиці. Намет-бунгало часто має кілька внутрішніх наметів (люди сплять в одному з внутрішніх наметів), а покриття та поперечний намет забезпечують захист від вітру та дощу.
Найменші намети вміщують одну людину і називаються одномісними, а найлегші важать лише кілька сотень грамів. Найбільші намети вміщують тисячі людей і використовуються, наприклад, як виставкові зали або склади.
Через вплив погодних умов і ультрафіолетового випромінювання термін служби намету відносно обмежений, але належний догляд може зробити намет довготривалим. Рекомендується, якщо можливо, складати намет сухим і в будь-якому випадку дати йому добре висохнути та почистити його щіткою в кінці сезону кемпінгу.
Пала́тка — те саме, що намет; тимчасове, звичайно літнє приміщення, зроблене з цупкої непромокальної тканини, шкур і т. ін., що натягуються на каркас. Каркасом слугують дуги, або альпенштоки, а також укріплюється допоміжними мотузками. Спершу використовувались як портативне житло кочовими народами, сучасні намети використовуються, в основному, як експедиційні, для кемпінгу і тимчасового укриття в туризмі.

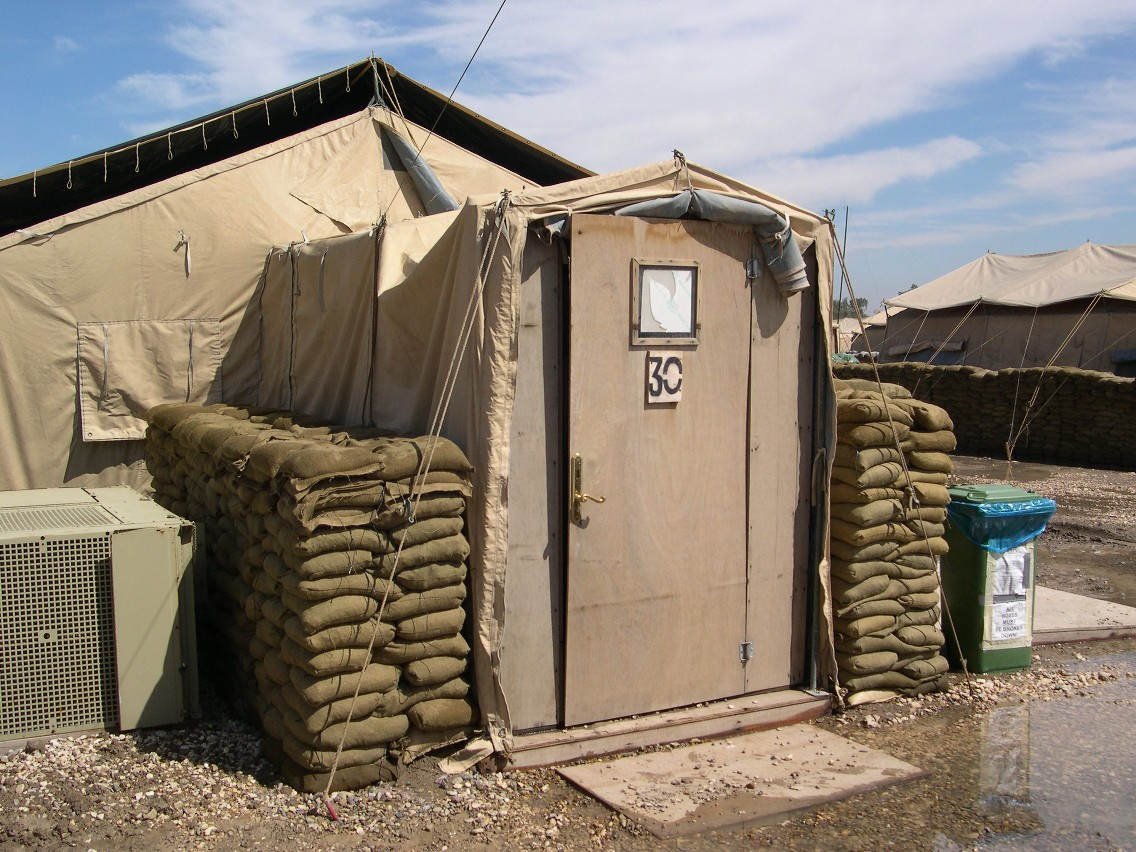
Армійський намет США
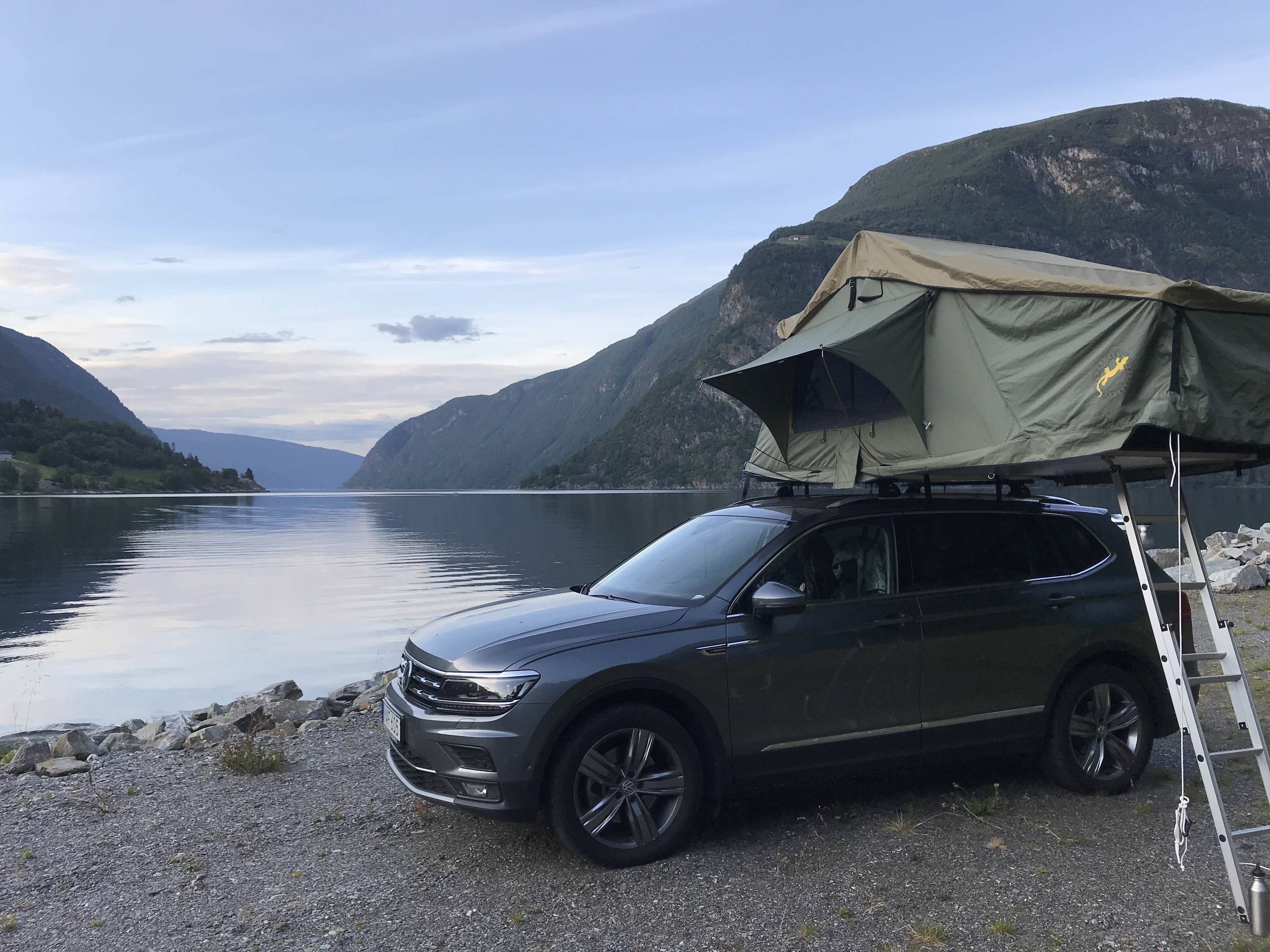
Намет на даху, встановлений на Tiguan Allspace
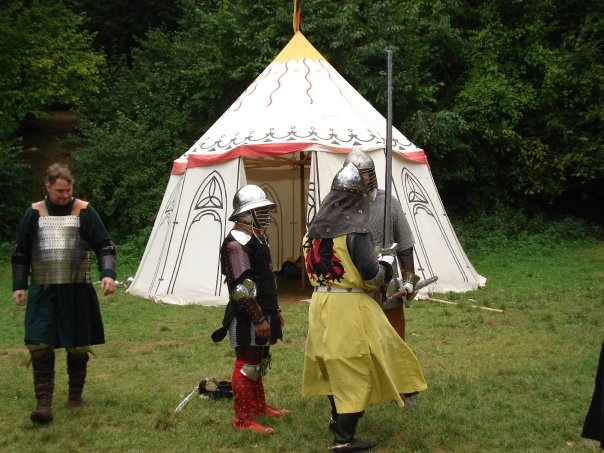
Намет, встановлений для потреб середньовічної історичної реконструкції
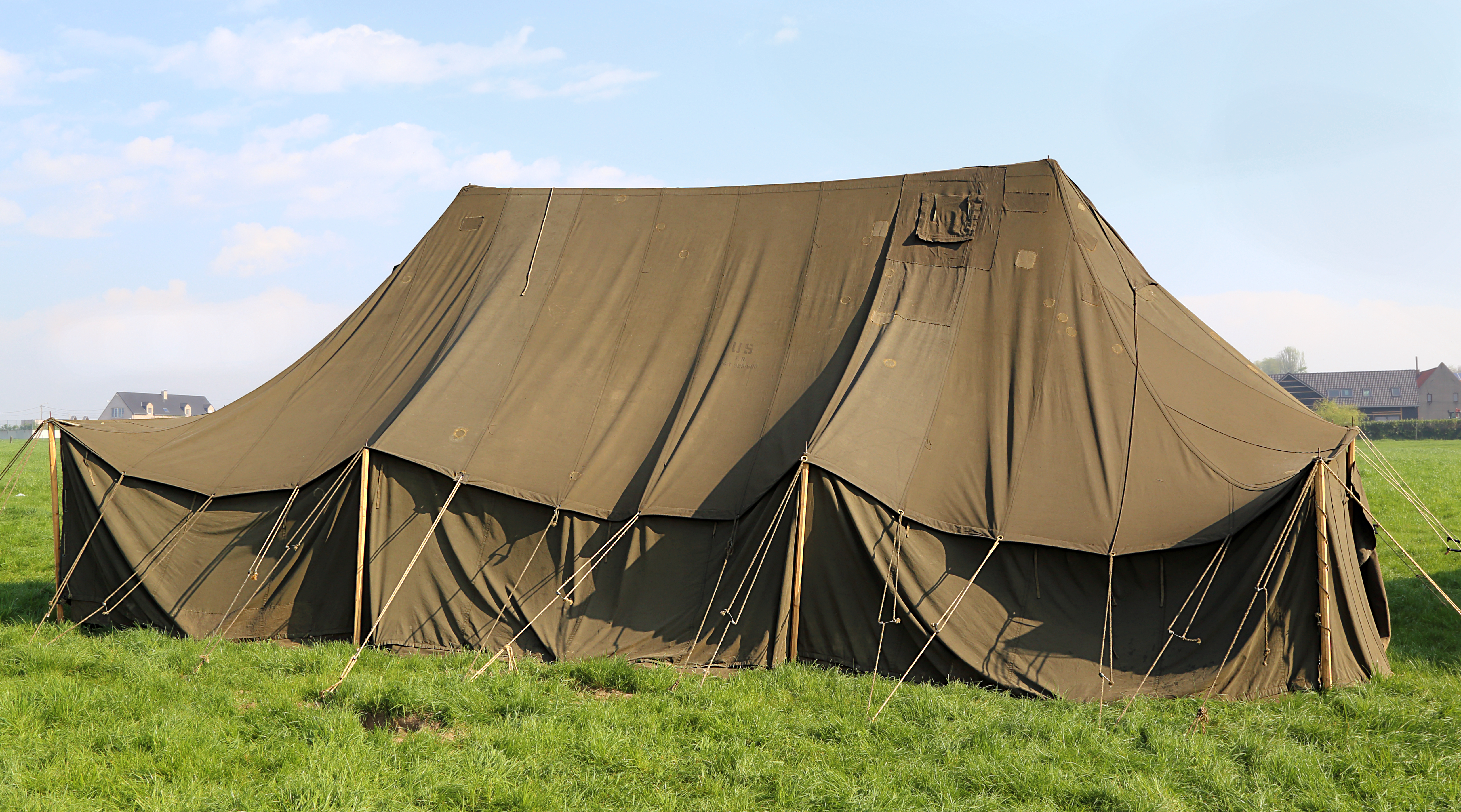
Американський намет типу загону часів Другої світової війни.
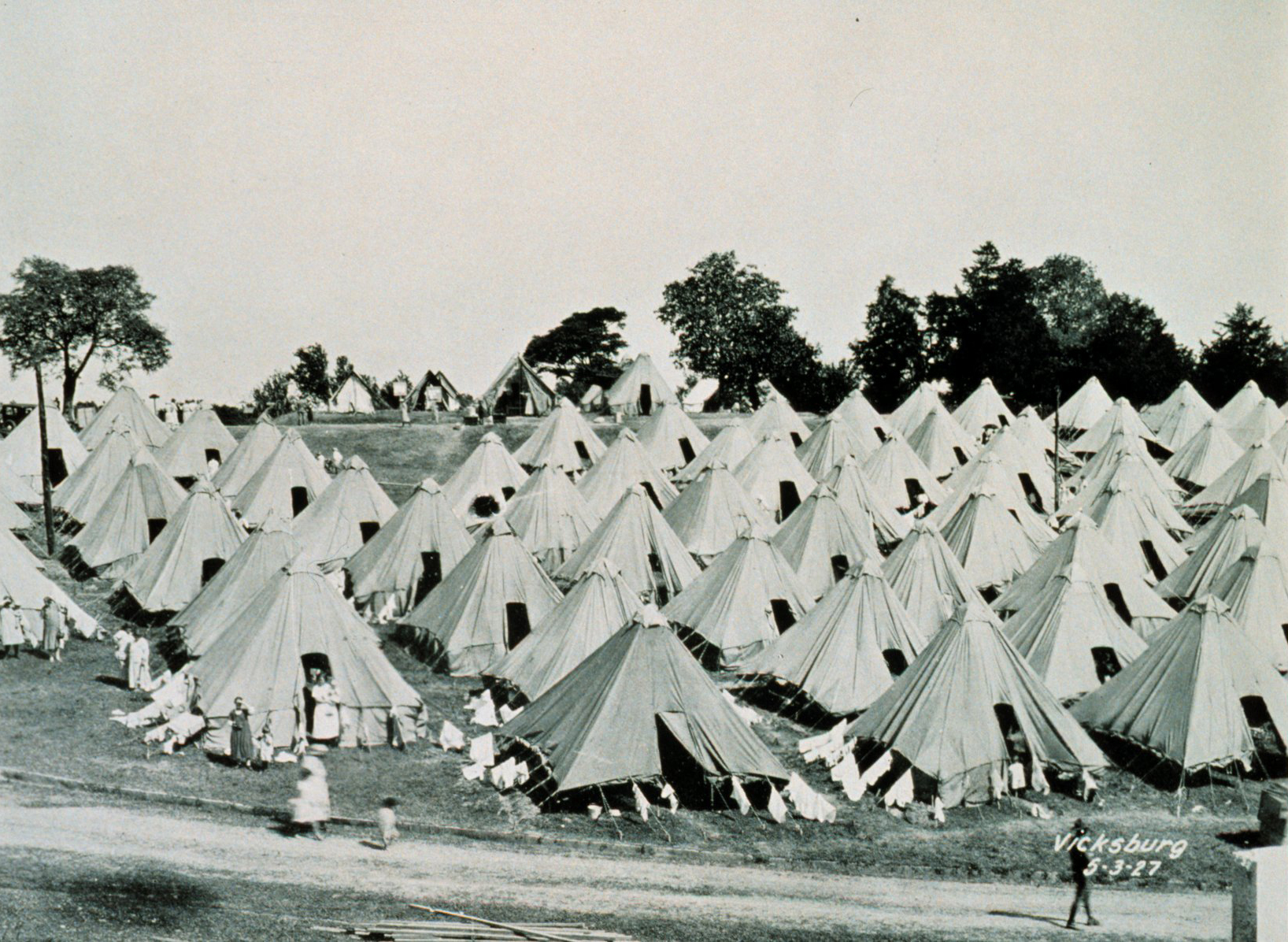
Наметове містечко в Міссісіпі після повені 1927 року

Хоча існує велика різноманітність форм наметів, можна виділити три основні форми: намет-бунгало, коньковий намет і намет-арка. Різниця полягає в формі рами.
Кожен намет — це компроміс між внутрішнім простором, вагою, розмірами в складеному вигляді, бажаним комфортом, ціною, безліччю особистих уподобань і важливо, в яких умовах буде використовуватись намет. Наприклад, намет повинен витримувати дощ. До намету для пляжного відпочинку, яка в основному призначена для того, щоб відіспатися від сп'яніння, пред'являються інші вимоги, ніж до експедиційного намету, призначеного для укриття під час походу у високі гори. Особливістю наметів, виявляється, є те, що невелика економія ваги супроводжується значною додатковою ціною.

### Коньковий намет
В конькового намету зовнішня тканина утримується одним або декількома вертикальними стовпами, які часто з'єднуються між собою хребтом. Більшість конькових наметів мають внутрішній намет, який підвішується до стовпів. Зовнішній намет часто подовжується, при цьому внутрішній намет призначений для сну, а зовнішній намет, наприклад, для сидіння. Конькові намети, як правило, розраховані на двох-трьох людей і зазвичай виготовляються з бавовни. Палиці раніше виготовлялись зі сталі, але в наш час вони переважно з алюмінію. Конькові намети пропонують менше внутрішнього простору, ніж намети-бунгало.

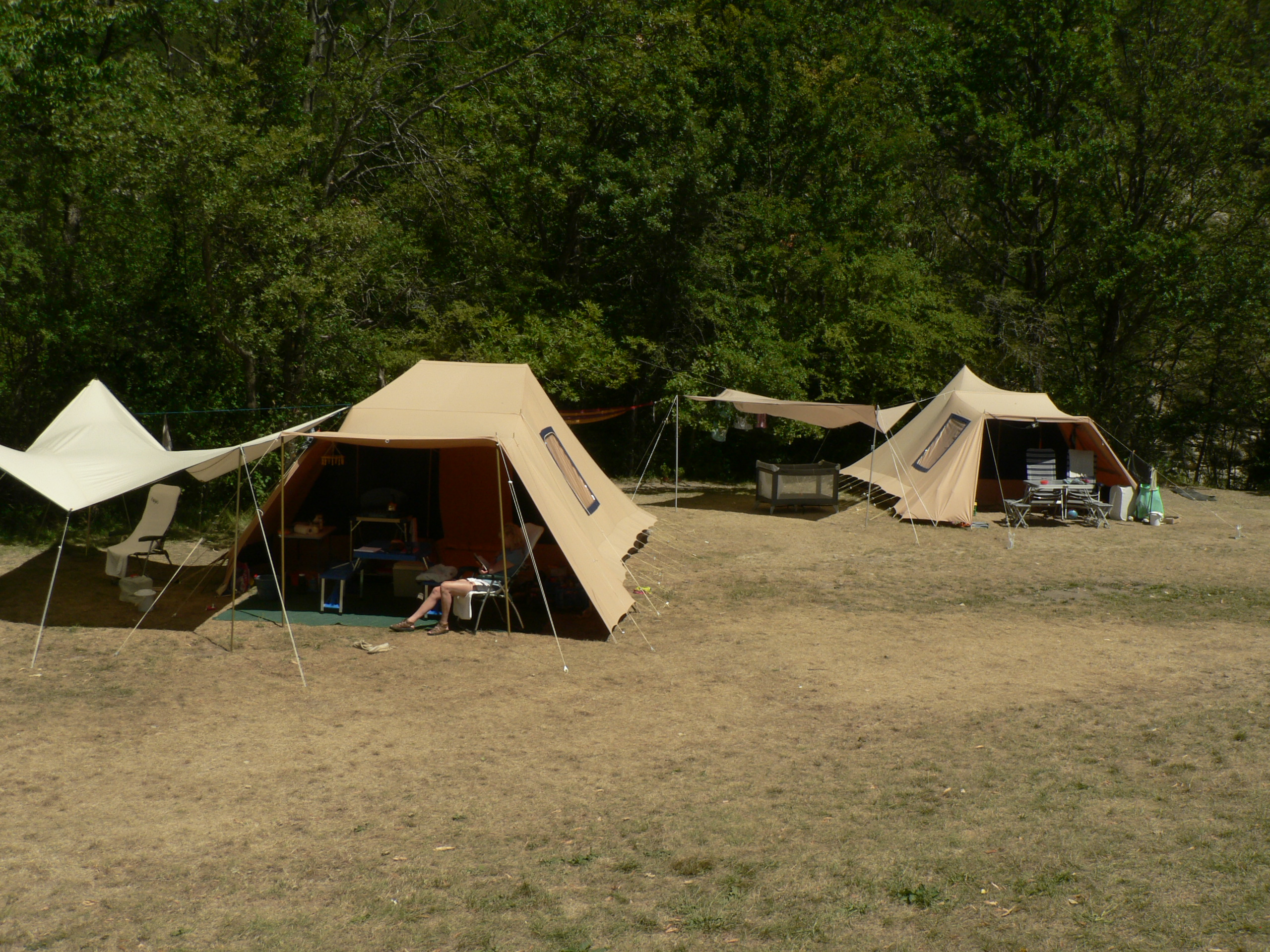
Двоконьковий намет

### Намет-піраміда
Намет-піраміда є варіантом конькового намету, який характеризується одним або двома вертикальними стовпами, які утворюють гребінь, з двома або чотирма стовпами, що розташовані при вході в намет. Вони часто мають простирадло, кришку кабіни, яка кріпиться до решти намету за допомогою блискавки. Цей тип намету закріплений з усіх боків значною кількістю кілків і тому особливо стійкий до вітру та дощу. Вони розраховані на дві-шість осіб. Намети популярні завдяки комфорту, недоліком є те, що встановлення та розбирання потребує часу.

### Бунгало-намет

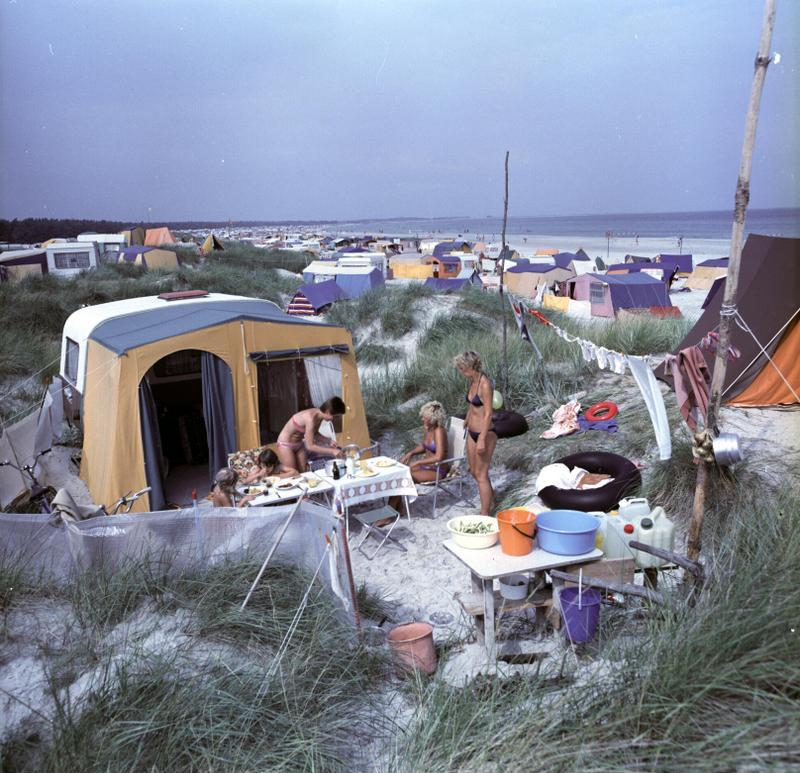
Бунгало-намет, серпень 1985 року

Намет-бунгало має більш-менш прямокутний трубчастий каркас, на який натягнуто полотно. Рама зазвичай виготовляється зі сталі. На каркасі навішують один або кілька внутрішніх наметів, в яких люди сплять. Внутрішні і зовнішній намети майже завжди виготовляються з бавовни. Намет бунгало відносно важкий і, навіть у складеному вигляді, великий за розміром, тому підходить лише для автомобілістів. Наслідком є більший внутрішній простір, де люди зазвичай можуть стояти вертикально. Намети бунгало бувають різних розмірів, підходять для двох-шести осіб.

### Арка-намет

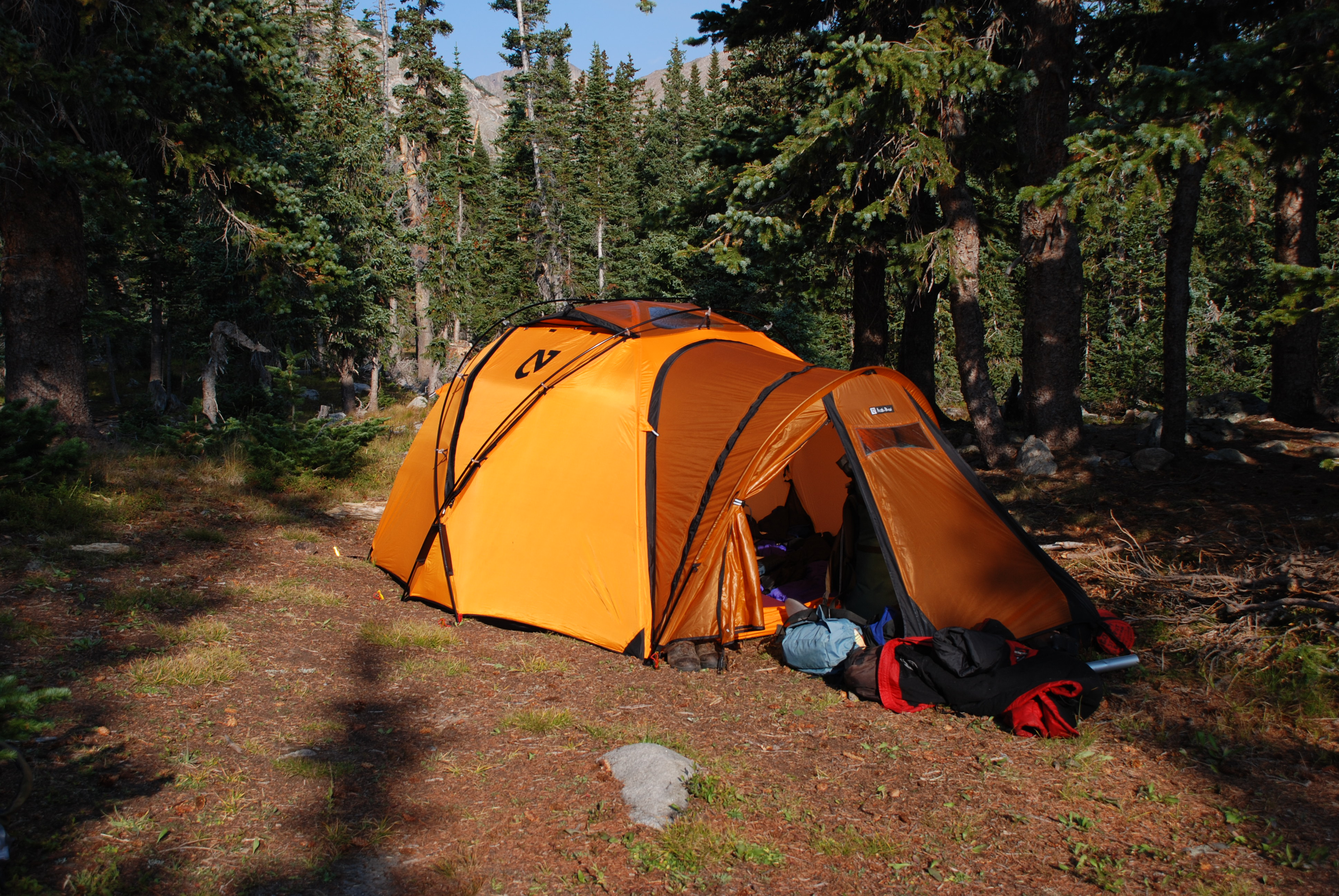
Купольний намет з перехрещеними арками (геодезичний)

Арки в наметі утворюються вигнутими стовпами, у формі півкола, іноді трохи іншої форми. Навколо цього натягнутий зовнішній намет. Стовпи також іноді вставляються через прорізи в тканині. Існує дві основні форми: тунельний намет із двома-чотирма дугами, розташованими одна за одною, і купольний намет із двома або більше пересічними дугами. Різновидом купольного намету є геодезичний купольний намет, в якому арки двічі перетинають одна одну. Стовпи виготовляють зі склопластику або алюмінію. Для низьких температур слід використовувати алюмінієві палички. Тканина майже завжди виготовляється з нейлону, ріпстопу або іншого синтетичного матеріалу.
Аркові намети мають відносно великий внутрішній простір, оскільки стінки внизу майже вертикальні. Більші тунельні намети стали популярними в останні роки як заміна меншим бунгало-наметам і великим коньковим наметам, настільки, що конькові намети майже більше не використовуються.

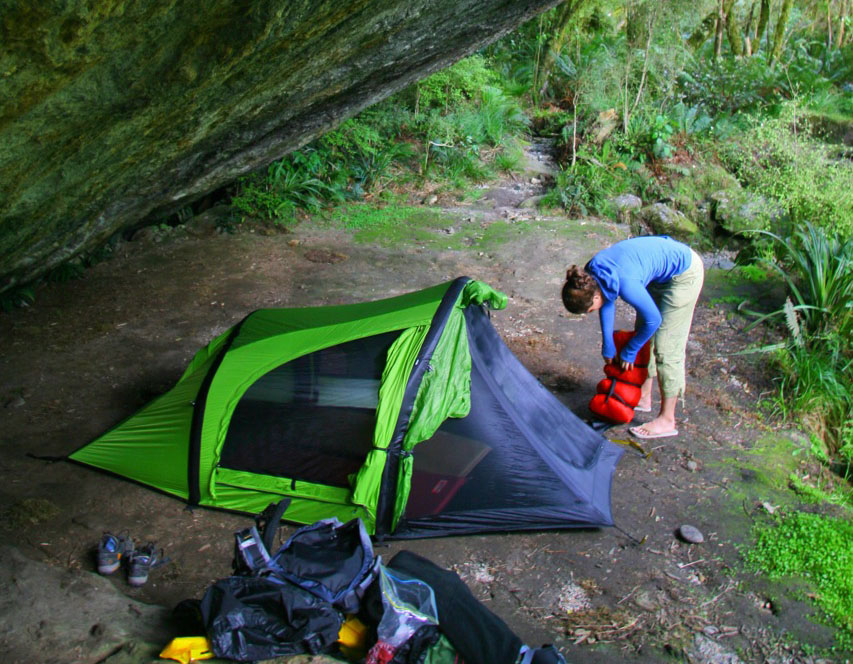
Надувний намет

Аркові намети зазвичай розраховані на одну-чотири людини, великі чотириаркові тунельні намети можуть розмістити до восьми осіб. Найменший тунельний намет — бівуачний мішок з дугою. Аркові намети варіюються за вагою від понад одного кілограма для найлегшого одномісного намету до приблизно 15 кілограмів для великих чотирьохполюсних аркових наметів. Двомісні тунельні або купольні намети зазвичай важать від трьох до чотирьох кілограмів. Існують також носові намети, де спочатку потрібно покласти простирадло на землю та закріпити його. Потім кладуть зігнуті скловолоконні або алюмінієві стовпи і натягнують на них тканину намету.

### Надувний намет
Надувний намет — це фактично купольний намет, у якого дуги складаються з міцних гумових трубок, які надуваються за допомогою насоса. Завдяки цьому намет піднімається автоматично, через шо його легко встановити. Надувні намети підходять для трекінгу.

### Інші використання наметів
Намети також використовуються в інших цілях. Наприклад, це вечірні намети для вечірніх заходів, циркові намети або фестивальні намети. Також, намет — це зручне місце для проживання рибалок, любителів рибної ловлі та спостерігачів за птахами. Важливе значення має використання наметів у військових цілях, коли порівняно з іншими типами укриттів, намет потребує мало місця для транспортування, і його досить просто встановити в багатьох місцях.

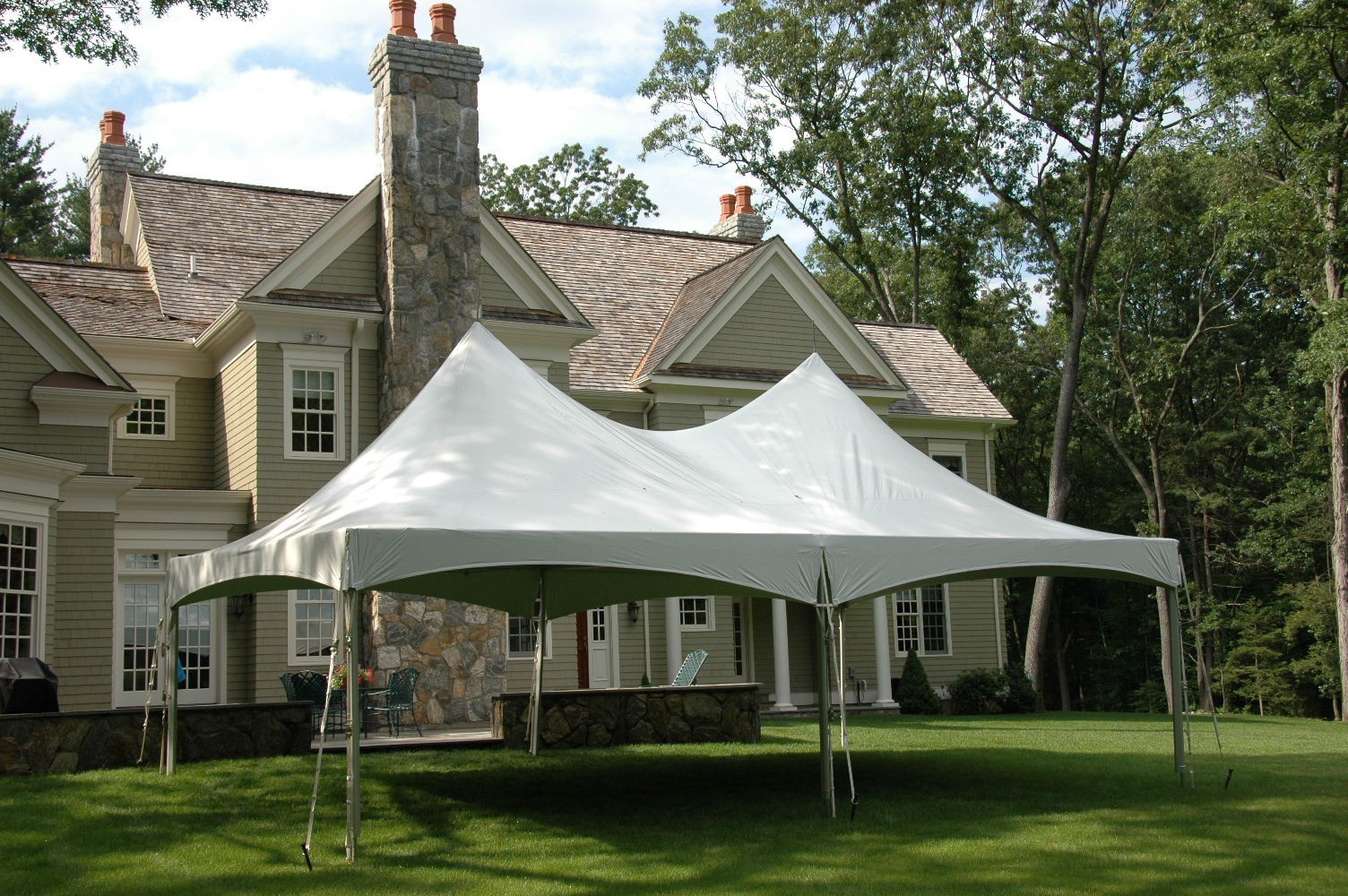
Вечірній намет
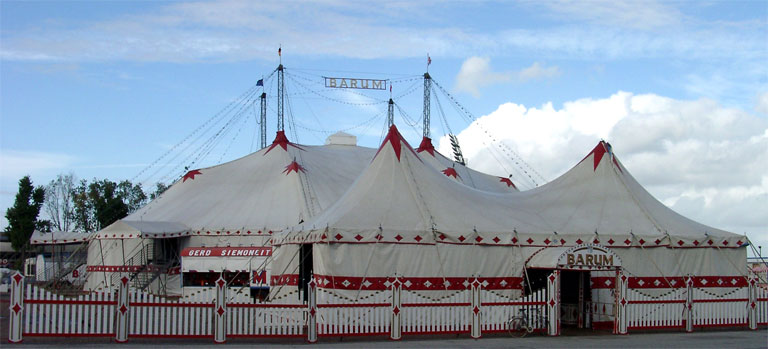
Цирк-шапіто
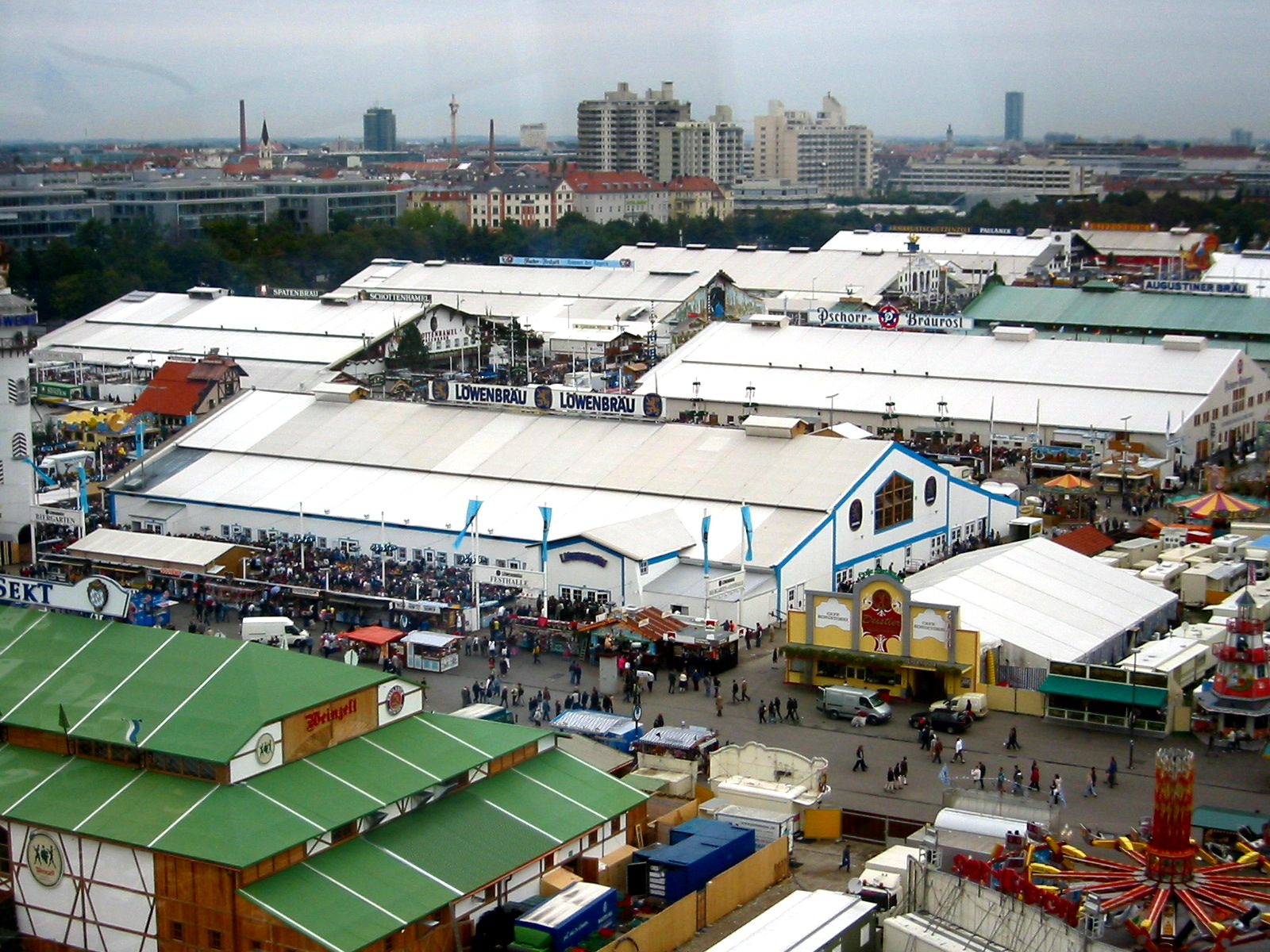
Пивний намет на Октоберфест у Мюнхені

## Конструкція сучасних туристичних наметів

### Зовнішній тент
Як матеріали для тентів сучасних наметів використовують:
- Капрон і нейлон (Nylon Tafetta) — поліамідні тканини, які відрізняються легкістю, міцністю і стійкістю до протирання, практично не намокають і мають відносно низьку вартість. У вологому середовищі схильні до розтягування і можуть втрачати під впливом сонячних променів до 40 відсотків міцності в рік. Використовують виробники: BERGSON, Commandor, TERRA incognita та інші. TERRA incognita в моделі «Skyline 2» і «Toprock 4» використовує матеріал підвищеної стійкості 40D/240Т нейлон DOUBLE Rip Stop 6000 мм. 40D в описах матеріалу означає товщину ниток, що беруть участь в переплетеннях. RipStop (ріпстоп) — технологія ткання, коли тканина зміцнюється за рахунок періодичного додавання в плетіння товщої нитки. Ця нитка утворює на тканині узори у вигляді «чарунок стільника», ромбів або прямокутників, додаючи їй стійкість до розтягування і розривів без сильного програшу у вазі.
- Поліестер (Poly Tafetta) — тканина з поліефірного волокна, при такій же легкості як капрон і нейлон (Nylon Tafetta), міцності і низькій гігроскопічності вона практично не розтягується при намоканні, і не псується під впливом ультрафіолету. Вартість істотно вища, ніж поліамідних тканин. Поліестер (Poly Tafetta) використовують виробники: TERRA incognita, Pinguin, FjordNansen, Jack Wolfskin, TATONKA, HANNAH серії Adventure, Comfort.

Деякі виробники збільшують водостійкість намету за рахунок покриття з поліуретану (позначення PU) або силіконового просочення (Silicon, Si). Поліуретан значно дешевший і тому поширеніший. Силіконове просочення може використовуватися як замість PU так і разом з ним для створення особливої водостійкості тканини. У матеріалів з силіконовим просоченням неможливо проклеїти шви, технологічно цю проблему вирішують або за допомогою додаткового покриття тканини перед проклеюванням поліуретаном, або за рахунок використання особливих ниток, які не дають швам промокати. Одночасно, просочення PU і Si використовують виробники: TATONKA, Pinguin (серія наметів Dural і Extreme), одне просочення PU використовують виробники: Commandor, Fjord Nansen, Bask, BERGSON, Pinguin серіїв Adventure, Family, Outdoor.
Позначення WR (water resist — водотривкий) стосується відношення матеріалу до води, а саме наявність водовідштовхувального покриття на зовнішній стороні. WR в характеристиках тенту використовує Commandor.
Commandor і TERRA incognita використовують в описі значення 190Т і 185T. 185 T означає характеристику товщини і щільності тканини (Thread Count), сумарну кількість ниток в квадратному дюймі (у поздовжньому і поперечному напрямах).

### Внутрішній намет
Тканина, з якої виготовляють внутрішній намет, повинна мати наступні властивості:
- Бути легкою і міцною (плетіння RipStop), оскільки внутрішній намет приймає на себе значне навантаження при експлуатації.
- Володіти хорошими «дихаючими» властивостями, але при цьому затримувати вітер.
- Бажано, щоб внутрішній намет мав вологовідштовхуючу обробку W/R, яке не дозволяє краплям конденсату, які за певних погодних умов виникають на внутрішній стороні зовнішнього тенту, потрапляти у внутрішній намет. Обробка W/R не погіршує «дихаючих» властивостей внутрішнього намету. Просочення W/R є у COMMANDOR, TERRA incognita, TATONKA, Bergson та інші.

Для внутрішнього намету краще підходить Nylon. Він м'якший і міцніший на розрив, ніж поліестер. Стійкість до ультрафіолетового випромінювання для внутрішнього намету не важлива.
Внутрішній намет з Нейлону (Nylon Tafetta) з Rip Stop і обробкою W/R у себе використовують такі виробники: Bergson, Tatonka, Commandor та інші (покриття з поліуретану (PU)). Нейлон без просочення використовують фірми: Fjord Nansen
Матеріал Поліестер (Poly Tafetta) використовують такі виробники як: TERRA incognita, в наметах моделей Peak, Alfa 2, Alfa 3, Zeta 3, Zeta 4, Geos 3, Grand 5, а намети Platou і Canyon 3 з Rip Stop. Намети COMMANDOR, HANNAH плетіння Rip Stop серіїв Adventure, Comfort.

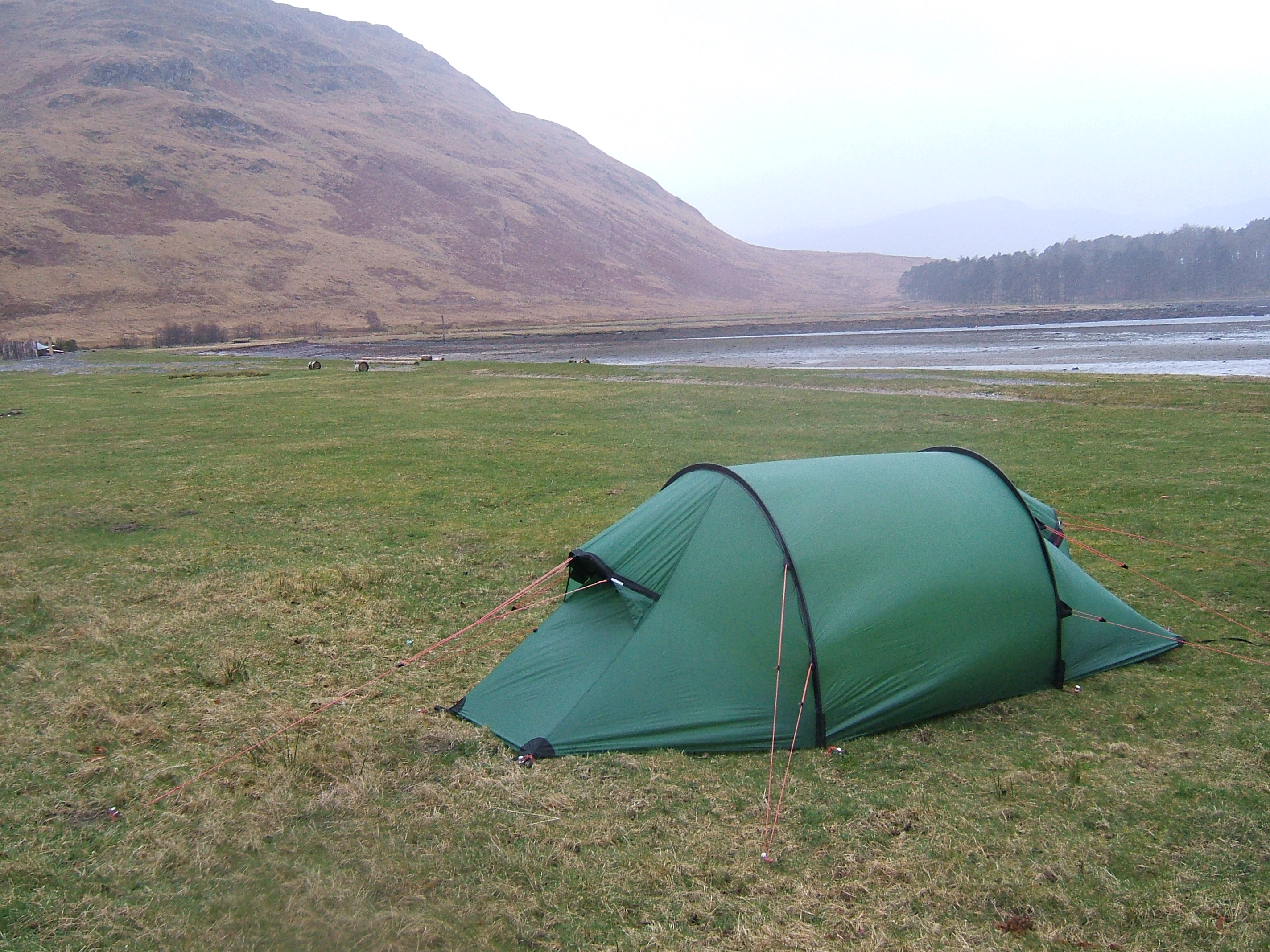
Тунельний тип намету

### Підлога намету
Якщо намет потрібний для проходження пішого маршруту, то на підлогу краще вибирати поліамидний або поліефірний матеріал (звичайно з тієї ж тканини, що і тент, тільки з більшою водостійкістю). Краще, щоб водостійкість становила не менше 3000 мм (до 10000 мм). Чим більше водостійкість, тим тканина важча і це слід враховувати.
Альтернатива нейлону або поліестеру — армований поліетилен або поліпропілен. Ця тканина абсолютно не промокає і відрізняється високою міцністю і стійкістю до стирання. Поліпропілен міцніший за поліетилен. Вартість цих матеріалів нижча, ніж на тканини для тентів, але ці матеріали важчі і жорсткіші (підвищена жорсткість приводить до збільшення розміру намету в упаковці). Отже дно з армованого поліетилену — вибір тих туристів, які не збираються часто міняти табір. Намети з армованим поліетиленом або поліпропіленом роблять багато виробників.
Підлоги з армованого поліетилену або поліпропілену використовують виробники Fjord Nansen, Hannah, TERRA incognita.
Серед інших матеріалів також використовують матеріали:
- TERRA incognita — 190T нейлон 10000 мм, 190T поліестер 5000 мм.
- Commandor — всі намети з підлогою Nylon oxford 210 D, waterproof 5000 мм.
- TATONKA — 210T Нейлон Taffeta PU 10000 мм.
- BASK — туристична серія 70D Nylon Taffeta 190T PU 5000 мм, у гірської і екстремальної серії Nylon Taffeta 210T PU 10000 мм.
- Jack Wolfskin — нейлон 70D 10000 мм.

### Каркас
Каркас — основа намету. В його функції входить надання і утримання форму намету. Каркас повинен бути міцним, жорстким (щоб зігнути, буде потрібно велике зусилля) і пружним (повинен зберігати форму при інтенсивному тривалому навантаженні). Крім цих властивостей він має бути легким. Для зручності збірки, всі частини однієї дуги нанизують (зв'язують) на пружинну мотузку (капелюшна гумка), завдяки чому значно спрощується процес постановки намету, та менше шансів втратити яку-небудь частину каркаса.

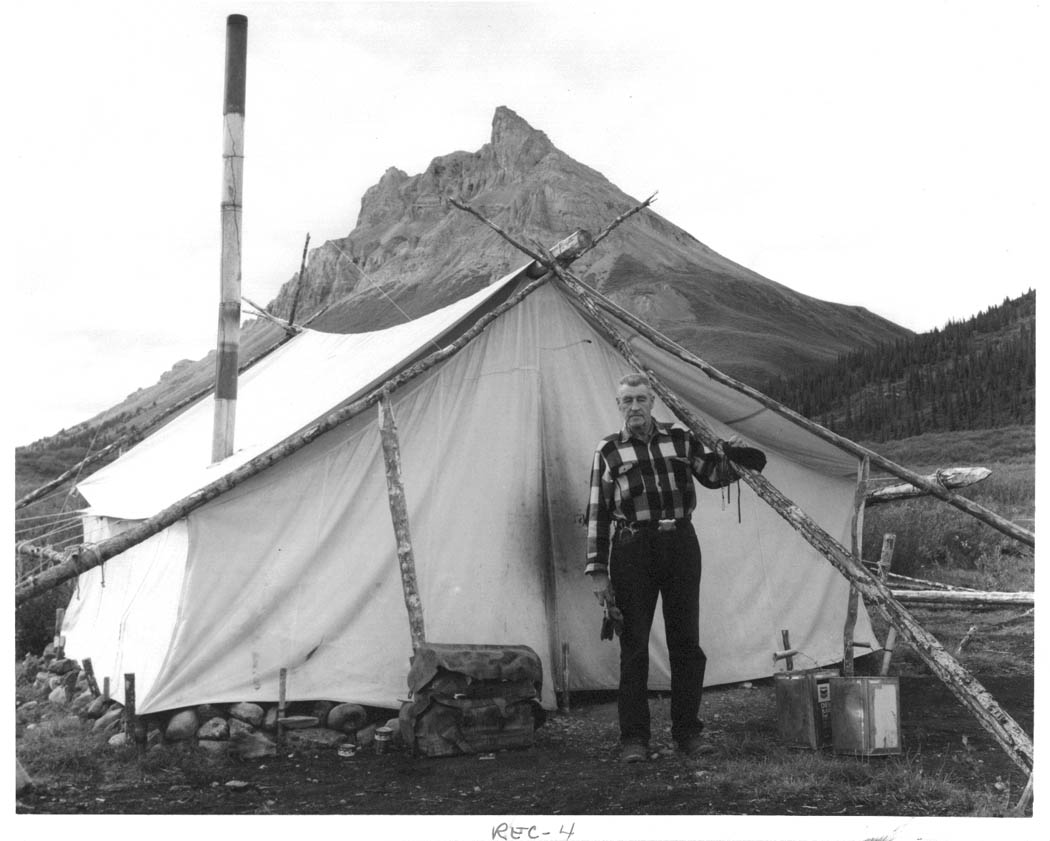
Намет базового табору

У даний час каркас намету виготовляють в основному з двох матеріалів — фібергласу (скловолокно) і алюмінію (сплавів алюмінію різних марок). Простий тест перевірки жорсткості каркаса: якщо зібраний порожній намет треба підняти над землею за одну дугу — форма повинна зберігатися без яких-небудь деформацій. Це важливий показник міцності і пружності каркаса і легкості намету.
Фіберглас — це композитний матеріал (скловолокно, просочене епоксидною смолою). Його властивості залежать від технології виготовлення, яких може бути дві: простіша і дешевша, нагадує виробництво макаронів (нескінченна лінія), інша — кожен елемент каркаса виготовляєтся окремо і відрізняється наявністю поперечних зв'язків (шарів).
З алюмінієвих каркасів поширені каркаси із сплавів 7001, 7071, 6063 — їх характеристики дуже схожі.
Каркаси з алюмінію і скловолокна мають наступні суттєві відмінності:
- Жорсткість: у готових виробах жорсткість алюмінієвої трубки дещо вища. Жорсткість склопластикових трубок, виконаних по різних технологіях, відрізняється несуттєво.
- Пружність: пружність склопластикових трубок абсолютна (тобто вони практично не мають залишкової деформації). У алюмінієвих трубок сплаву 7001 при правильній експлуатації залишкові деформації можливі, хоча зазвичай вони незначні.
- Міцність і надійність: мають приблизно однакову міцність. Алюміній виграє переважно за рахунок того, що міцність і характеристики алюмінієвої трубки практично не міняються від терміну служби, температури і зовнішніх дій. Навпаки, властивості композитів мають тенденцію погіршуватися з часом («старіння» що пов'язане, у тому числі з дією ультрафіолетового випромінювання), залежать від температури. Крім того, навантаження при експлуатації (вигини, удари, подряпини) зменшують довговічність виробу. Всі ці особливості композитів відомі з авіаційної практики.

Головний недолік алюмінієвих каркасів — це висока вартість. Каркаси з склопластика (фібергласу) дешевше алюмінієвих у декілька разів.
Головний недолік склопластика: схильність до поздовжніх розколів від сильного удару; при тривалій експлуатації починає кришитися на стиках і не терпить довгого перебування у вологому середовищі. Виходячи з цих характеристик, склопластикові каркаси застосовуються для простих (недорогих) туристичних і треккінгових наметів, а алюмінієві каркаси — для наметів з складнішими умовами експлуатації (гірський і екстремальний туризм).
Різними виробниками використовуються каркаси:
- TERRA incognita — ламінований фіберглас і дюралюміній 7001-T6
- Commandor — дюралюміній
- Pinguin — серій «Extreme dural» алюмінієвий сплав 7075 T9, все решта — фіберглас
- Fjord Nansen — фіберглас
- TATONKA — алюмінієвий сплав 7001 T6
- Salewa — алюмінієвий сплав 7001 T6
- Hannah — дюралюміній і скловолокно
- Bask — серій екстрим і гірська: алюмінієвий сплав 7075 T9, у туристичної серії алюмінієвий сплав 7001 T6.

### Класифікація сучасних наметів

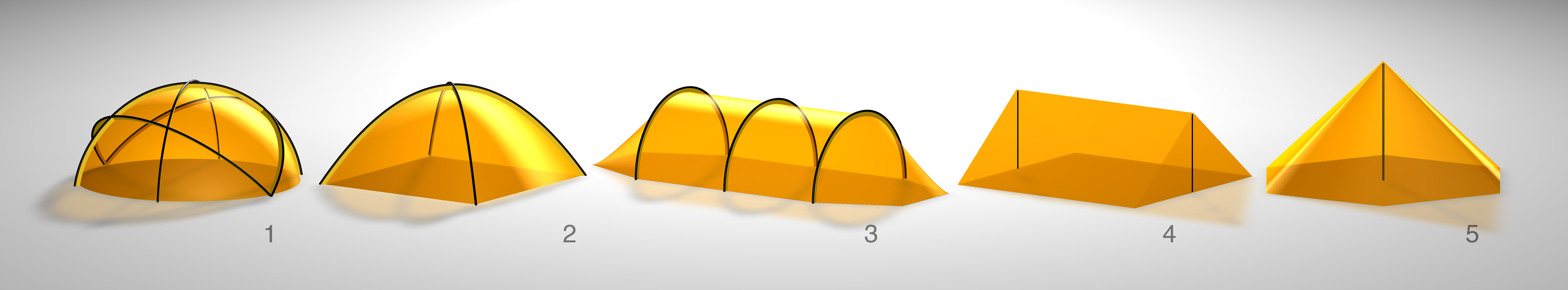

Сучасні намети належать до однієї з п'яти основних структур:
- Купол, гнучкі дуги, які перехрещуються у найвищій точці:
  - плюси: великі спальні та тамбури
  - мінуси: може бути нестабільною при сильному вітрі
- Тунель, дві або три незалежні гнучкі дуги:
  - плюси: легкий, і, як правило,  досить довгий для високих людей
  - мінуси: часто нестабільний, під впливом бічних вітрів
- Перехрещені обручі, одна чи дві гнучкі взаємозалежні дуги:
  - плюси: ультра-легкі
  - мінуси: часто нестабільні при впливі сильних бічних вітрів
- Гребінь, жорсткі дуги, в класичному А-подібному стилі:
  - плюси: стабільний в погану погоду і сильний снігопад
  - мінуси: як правило, занадто важкий для носіння в рюкзаку
- Геодезичний, чотири або п'ять гнучких дуг, що підтримують одна одну:
  - плюси: просторий і стабільний під дією сильних вітрів та снігопадів
  - мінуси: важкий

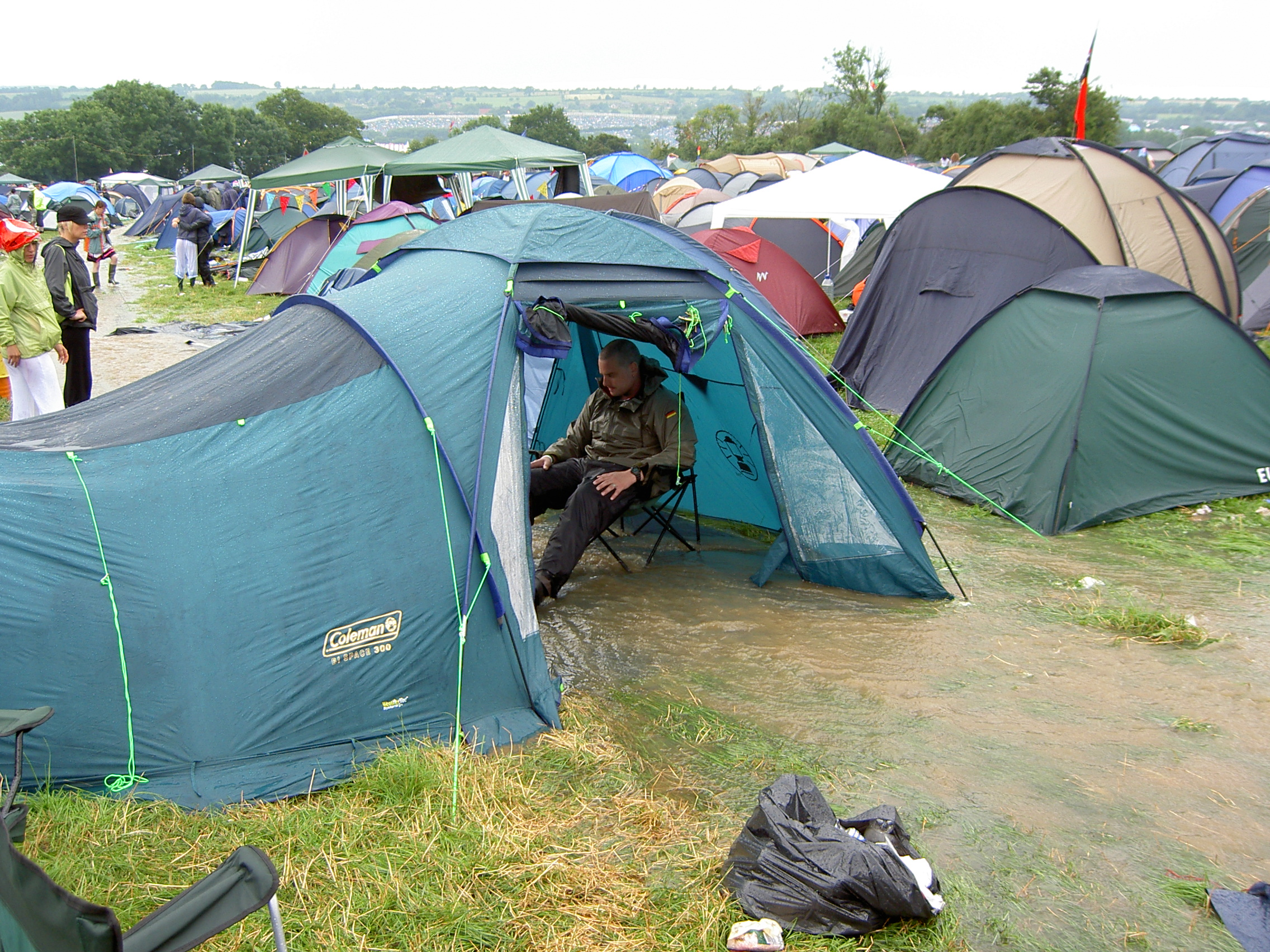
Купольні намети

Купольні намети і намети тунельного типу є одними з найпопулярніших через невелику вагу і швидкість збирання. Найвідоміший купольний намет — Каркасний арктичний намет КАПШ-1.
Трисезонні намети — легкі укриття, призначені для відносно помірних умов весни, літа і осені. Вони зазвичай забезпечені великими сітчастими панелями для збільшення потоку повітря. Крім цього, вони зупиняють жуків, комарів і мошок, але все ще можуть пропускати піщану пил.

### Намети, що розташовуються на даху та багажнику автомобіля

#### Переваги

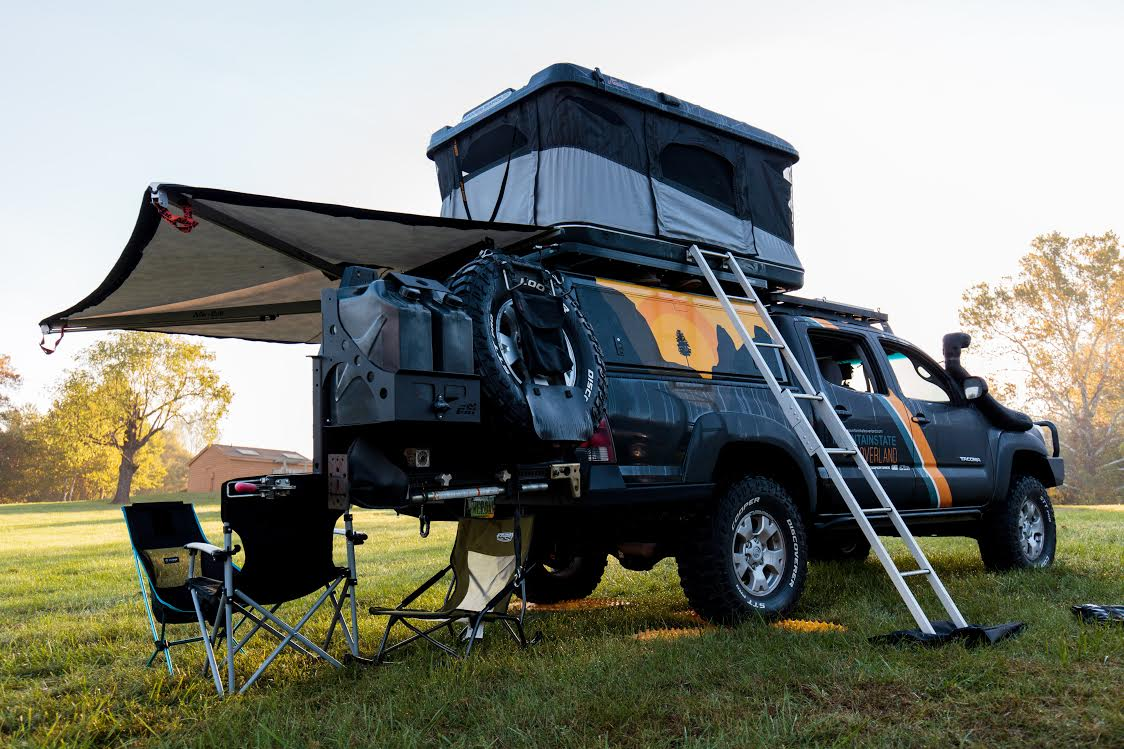
Автомобільний намет

Намети, що використовуються для встановлення на багажник над дахом, на причіп або кузов пікапа, (далі — «автонамети») використовуються здебільшово із позашляховиками та дозволяють:
- прискорити складання та розкладання намету на стоянках. Такі намети часто заздалегідь встановлюются на багажник над кришею та розкриваються значно простіше звичайних, наприклад, за принципом віяла.
- дозволяють збільшити кількість спальних місць в машині.
- спальне місце над землею захищає від змій, дрібних ссавців, і т.ін.
- в автонаметках постійно знаходяться подушки, матраци, спальники, ковдри, немає необхідності в упакуванні та розпакуванні спальних речей
- для ночівлі підійде будь-яке місце, не потрібно підготовлювати ґрунт під палатку

#### Конструкція
Будова автомобільних наметів має наступні поширені елементи:
- бокс із пластику або карбону
- вологозахисний тент
- внутрішній тент
- матрац, подушки
- рейлінги або інші кріплення на дах автомобіля[6]

## Вибір місця для встановлення намету в поході
Для туристів-початківців це досить важливе питання. Адже потрібно визначити найоптимальніший варіант за декількома критеріями.

### Безпечність
Потрібно обирати місце, яке буде знаходитись далеко від випадкових природних явищ, таких як: підтоплення, лавини, падіння сухих гілок та дерев, зсуви грунту та падіння каменів з вершини гори. Потрібно також уникати болотистої території.

### Інфраструктура біля табору
По можливості потрібно знайти місце, поруч з яким буде джерело питної води. У вас повинна бути можливість забезпечити собі зручний побут, облаштувавши місце для приготування їжі, місце для туалету та зони, де ви будете збирати сміття. 

### Орієнтація
По можливості потрібно знайти рівну поверхню, яку заздалегідь потрібно буде очистити від гілок, камінців, шишок та інших елементів, які можуть пошкодити підлогу намету. Не ставте ваш намет у місці можливого скупчення дощової води. Пам'ятайте про вітер. Встановлюйте намет таким чином, щоб входи були направлені в протилежний від вітру бік. Якщо вночі очікуються великі пориви вітру, знайдіть місце для встановлення, що буде захищено природними барʼєрами, такими як: земляні насипи, великі кущі та ін. Не забувайте про вітрові відтяжки. Вони можуть суттєво покращити стійкість під час вітряної погоди.